# 22. September
Der 22. September ist der 265. Tag des gregorianischen Kalenders (der 266. in Schaltjahren), somit bleiben 100 Tage bis zum Jahresende.
Der 22. September ist neben dem 23. und dem 24. September ein möglicher Tag für den Beginn des astronomischen Herbstes und des Herbstäquinoktiums (Tagundnachtgleiche).

## Ereignisse

### Politik und Weltgeschehen
- 1040: Das böhmische Aufgebot unter Herzog Břetislav I. besiegt in der Ersten Schlacht bei Chlumec die beiden Heere des römisch-deutschen Königs Heinrich III.
- 1236: Die litauischen Žemaiten fügen den Verbänden des livländischen Schwertbrüderordens in der Schlacht von Schaulen eine vernichtende Niederlage zu. Der Schwertbrüderorden geht daraufhin im Deutschen Orden auf.

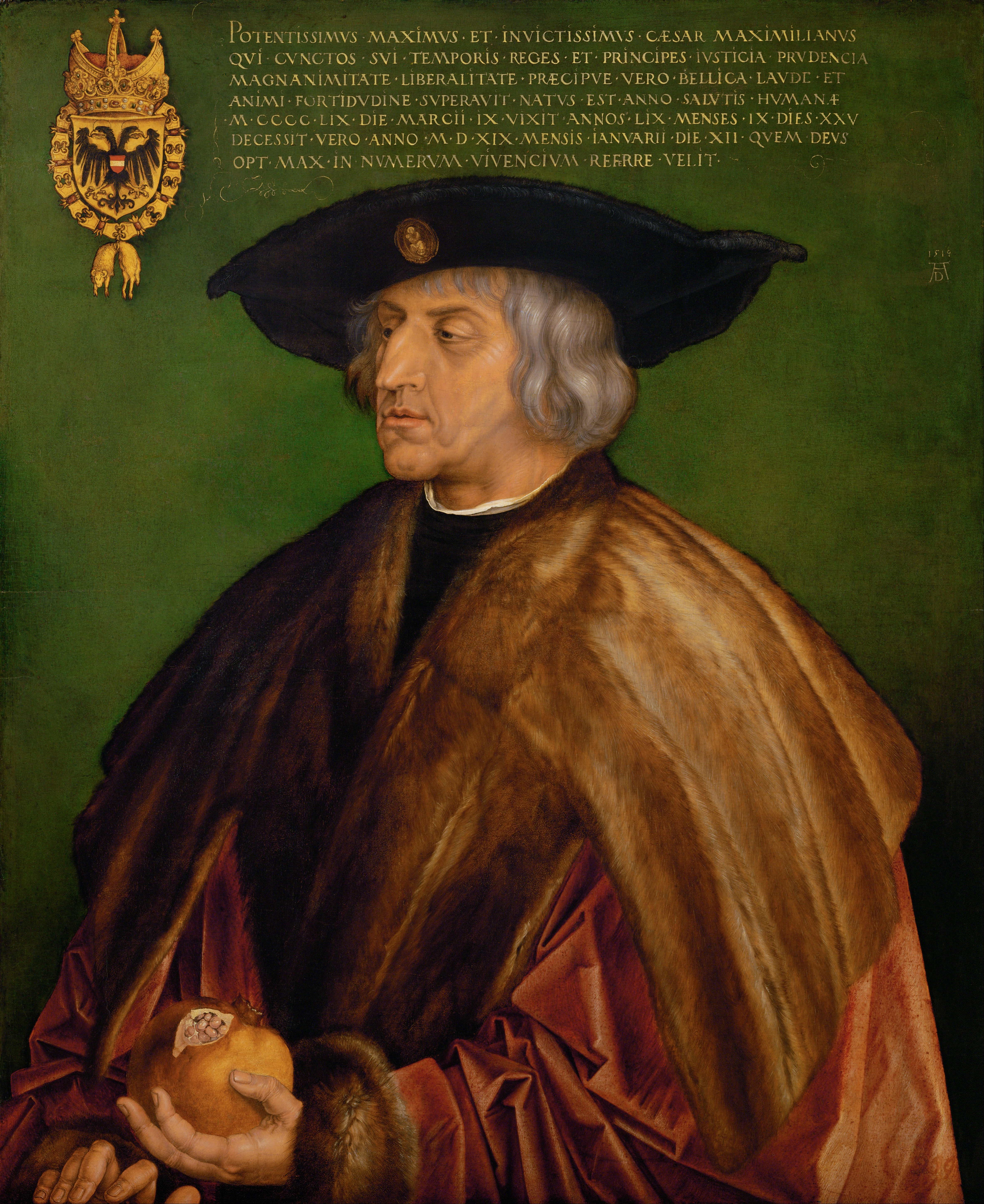
1499: Maximilian I.

- 1499: Der Frieden zu Basel zwischen dem römisch-deutschen König Maximilian I. und der Alten Eidgenossenschaft beendet den Schwabenkrieg.
- 1711: Der Indianerstamm der Tuscarora beginnt einen Krieg gegen europäische Siedler in North Carolina, der sich über mehr als drei Jahre hinziehen wird.
- 1735: Robert Walpole zieht als erster Premierminister in das Londoner Haus 10 Downing Street ein. Das Geschenk König Georgs II. nutzt er nur als offizielle Residenz in seiner Funktion als Lord High Treasurer.
- 1761: Georg III. wird zum König im Königreich Großbritannien gekrönt, seine Ehefrau Sophie Charlotte zu Mecklenburg-Strelitz zur Königin.
- 1784: In der Three Saints Bay der Kodiak Island gründet der Händler und Seefahrer Grigori Iwanowitsch Schelichow die erste russische Siedlung in Alaska.
- 1792: Der Nationalkonvent in Frankreich beschließt während der Französischen Revolution die Einführung eines neuen Kalenders. Er proklamiert nach der Absetzung des Königs am Vortag ferner die Erste Französische Republik.
- 1792: Französische Revolutionstruppen dringen ohne Kriegserklärung in Savoyen ein, das zum Königreich Sardinien-Piemont gehört.

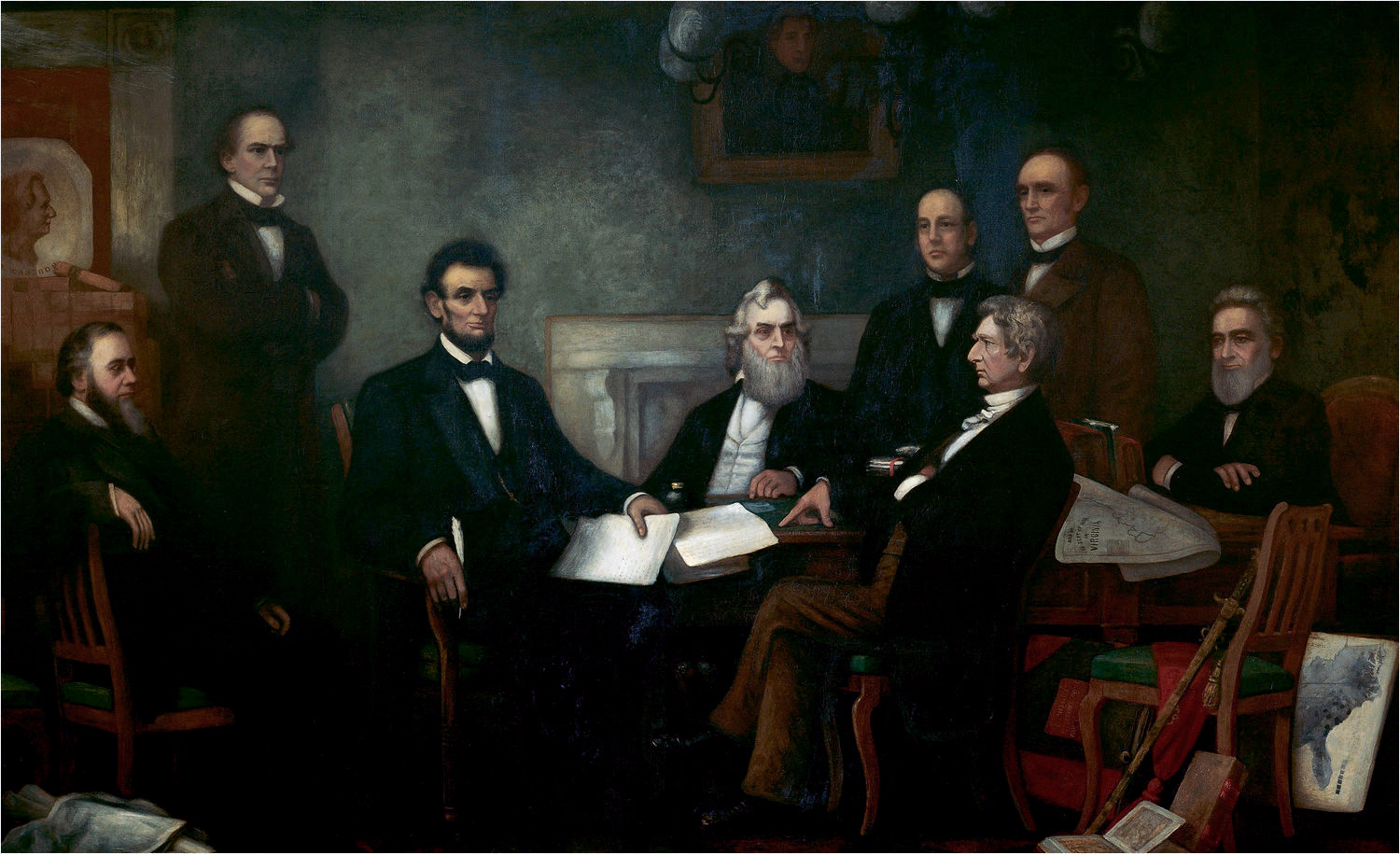
1862: Unterzeichnung der Emanzipationsproklamierung

- 1862: Abraham Lincoln verkündet mit der Emanzipationsproklamation das Ende der Sklaverei in den Südstaaten der USA, die sich mit der Union im Krieg befinden, mit Wirkung ab 1. Januar 1863. Die endgültige Abschaffung erfolgt erst im Dezember 1865 durch den 13. Zusatzartikel zur Verfassung der Vereinigten Staaten.
- 1864: Die Schlacht am Fisher's Hill in Virginia gewinnen im Sezessionskrieg die Truppen der Nordstaaten gegen die Einheiten der Konföderierten.
- 1908: Bulgarien erklärt als Zarenreich seine vollständige Unabhängigkeit vom Osmanischen Reich.

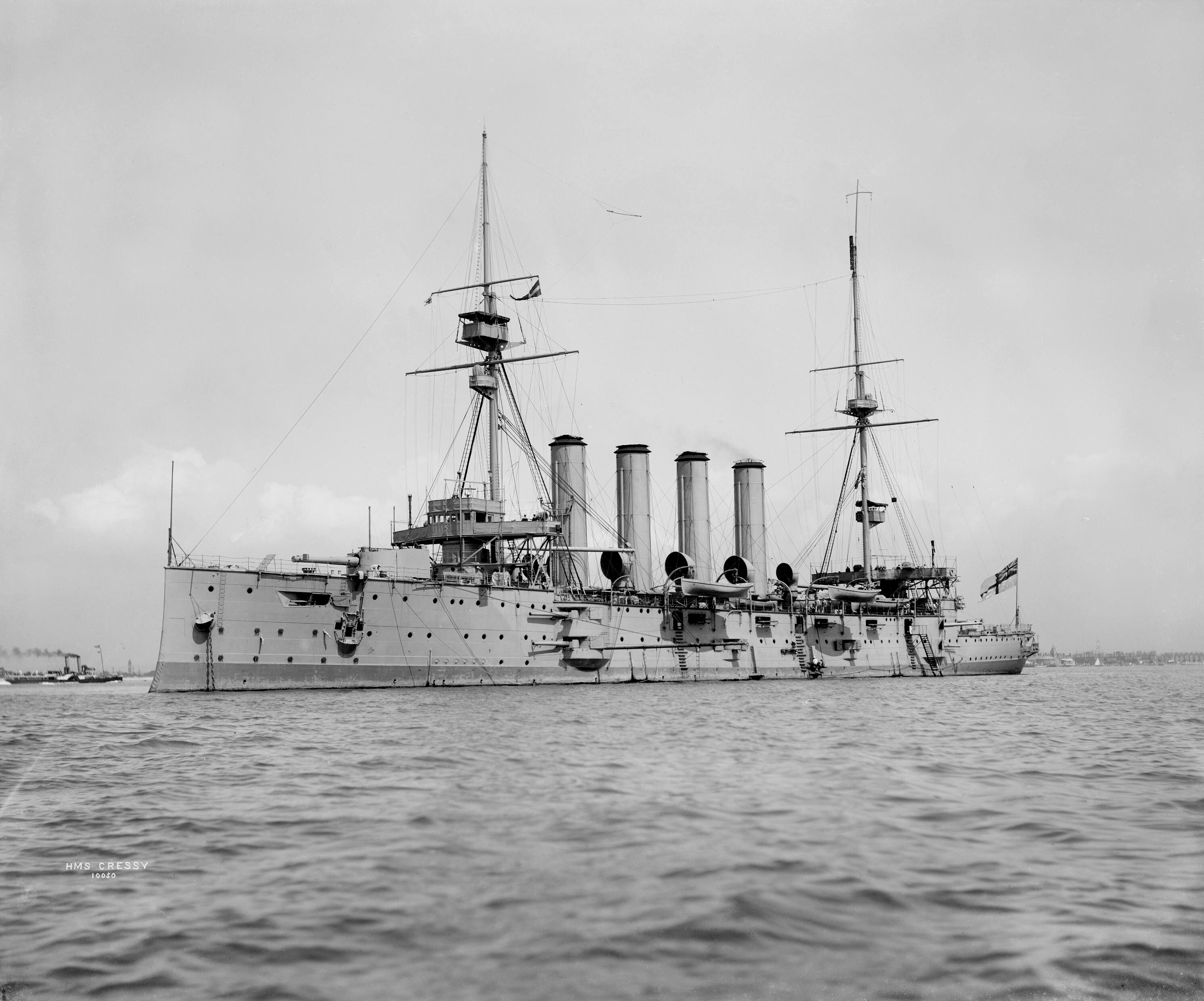
1914: HMS Cressy

- 1914: Das deutsche U-Boot U 9 unter Kommandant Otto Weddigen versenkt im Ersten Weltkrieg drei britische Panzerkreuzer, die HMS Aboukir, HMS Hogue und HMS Cressy.
- 1933: Die Reichskulturkammer wird als Instrument der nationalsozialistischen Kulturpolitik per Gesetz gegründet. Es beginnt die Gleichschaltung aller Bereiche des Kulturlebens.
- 1943: Das deutsche Schlachtschiff Tirpitz wird im Kåfjord (Nordnorwegen) von britischen Kleinst-U-Booten der X-Klasse angegriffen und schwer beschädigt.
- 1960: Nach dem Auseinanderbrechen der im Juni unabhängig gewordenen kurzlebigen Mali-Föderation durch den Austritt Senegals wird der verbliebene Teil als Republik Mali selbständig.

1961: Logo des Friedenscorps

- 1961: Auf Anweisung von John F. Kennedy wird in den USA das Friedenscorps gegründet.
- 1975: Sara Jane Moore verübt ein Attentat auf Gerald Ford. Der US-Präsident bleibt jedoch unverletzt, weil der Passant Oliver Sipple der Attentäterin in den Arm fällt. Es ist der zweite Mordversuch auf Ford innerhalb von 17 Tagen.
- 1979: Vela-Zwischenfall: Der amerikanische Satellit Vela registriert einen starken Lichtblitz nahe der Prinz-Edward-Inseln im Südpazifik, was Anlass zu Spekulationen über einen möglichen geheimen Nuklearwaffentest gibt.
- 1980: Mit dem Einmarsch des Irak unter Saddam Hussein in den durch die Islamische Revolution zerrütteten Iran unter Ayatollah Chomeini beginnt fünf Tage nach Husseins Aufkündigung des 1975 geschlossenen Abkommens von Algier der Erste Golfkrieg, der beinahe acht Jahre dauern wird, nach Schätzungen zwischen 367.000 und 1.000.000 Menschenleben fordert und beide Länder an den Rand des Ruins treibt.
- 1981: Bei Straßenschlachten im Anschluss von Räumungen mehrerer besetzter Häuser in Berlin wird Klaus-Jürgen Rattay von einem Linienbus überfahren und tödlich verletzt.

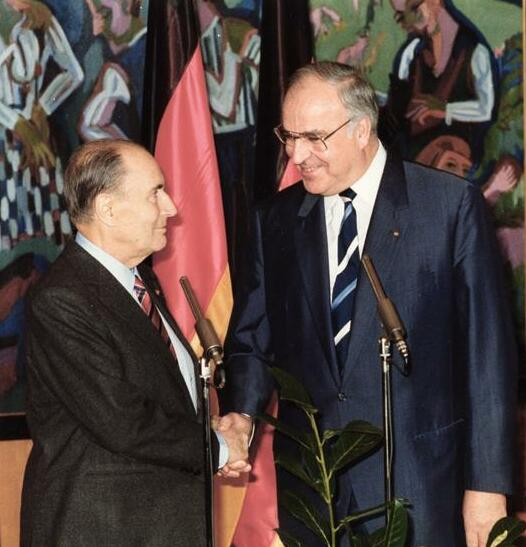
1984: François Mitterrand und Helmut Kohl

- 1984: Auf dem Soldatenfriedhof von Verdun gedenken François Mitterrand und Helmut Kohl mit dem als historische Geste gewürdigten Handschlag von Verdun gemeinsam der Opfer.
- 1992: Die Vollversammlung der Vereinten Nationen beschließt, dass die Bundesrepublik Jugoslawien (Serbien und Montenegro) nicht automatisch die Rechtsnachfolge der SFR Jugoslawien antreten kann, sondern sich wie andere ehemalige SFR-Republiken um die Aufnahme bewerben muss. Dies führt durch die Weigerung Serbiens und Montenegros in der Folge de facto zum Ausschluss des Staates aus der UNO.
- 1992: In Paris wird das Abkommen zum Schutz der Meeresumwelt des Nordost-Atlantik von 15 europäischen Staaten und der Europäischen Union geschlossen. Es löst die ältere Oslo-Konvention ab.
- 1993: Georgien: Bei der Landung in Sochumi wird eine Tupolew Tu-154 der Transair Georgia von abchasischen Separatisten abgeschossen. 108 von 132 Passagieren sterben.

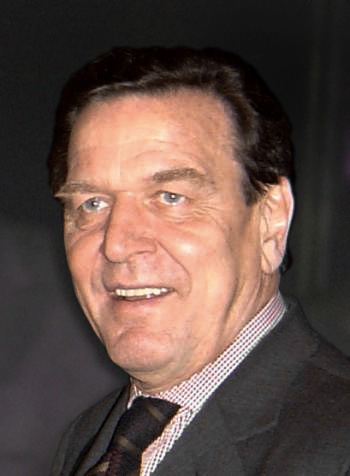
2002: Gerhard Schröder

- 2002: Bei den Wahlen zum 15. Deutschen Bundestag erreicht die Sozialdemokratische Partei Deutschlands unter Gerhard Schröder einen knappen Wahlsieg.
- 2013: Bei den Wahlen zum 18. Deutschen Bundestag erreicht die CDU/CSU unter Kanzlerin Angela Merkel die meisten Stimmen und verfehlt bei den Sitzen nur knapp die absolute Mehrheit. Die FDP scheitert zum ersten Mal überhaupt an der Fünf-Prozent-Hürde.

### Wirtschaft
- 1926: Der plötzliche Rücktritt ihres langjährigen Gouverneurs und eine Artikelserie im Sensationsblatt Der Abend über die Österreichische Postsparkasse markiert den Beginn des Postsparkassenskandals. Ein Parlamentsausschuss deckt nach mehrwöchigen Untersuchungen enorme Verluste des Instituts aus Spekulationsgeschäften, einem fragwürdigen Kredit sowie teuren Stützungsaktionen für andere Banken auf.
- 1955: Beginn des Privatfernsehens in Großbritannien: Mit der ersten Sendung von Independent Television endet das Angebotsmonopol der BBC.
- 1964: Mit der Ausstrahlung des Studienprogramms beginnt der Bayerische Rundfunk als erste ARD-Anstalt seinen Zuschauern ein drittes Fernsehprogramm anzubieten.
- 1971: Die spanische Wochenzeitschrift Cambio 16 wird gegründet, die sich in der Konzeption an den Nachrichtenmagazinen Time und Der Spiegel orientiert. Sie wird während der Transition in Spanien ein wichtiges Pressemedium.
- 1985: Die Finanzminister der USA, Großbritanniens, Frankreichs, Deutschlands und Japans unterzeichnen das Plaza-Abkommen, mit dem der US-Dollar abgewertet werden soll.
- 2000: Die Börsen von Paris, Brüssel und Amsterdam schließen sich zur Euronext zusammen.
- 2000: Mit dem Einstellen seiner Produktion wird der Fiat 126 ein historisches Automobil.

### Wissenschaft und Technik
- 1838: Die Berlin-Potsdamer Eisenbahn, die erste Eisenbahnstrecke Preußens, geht in Betrieb.
- 1867: Die Universidad Nacional de Colombia wird als erste Hochschule Kolumbiens gegründet.

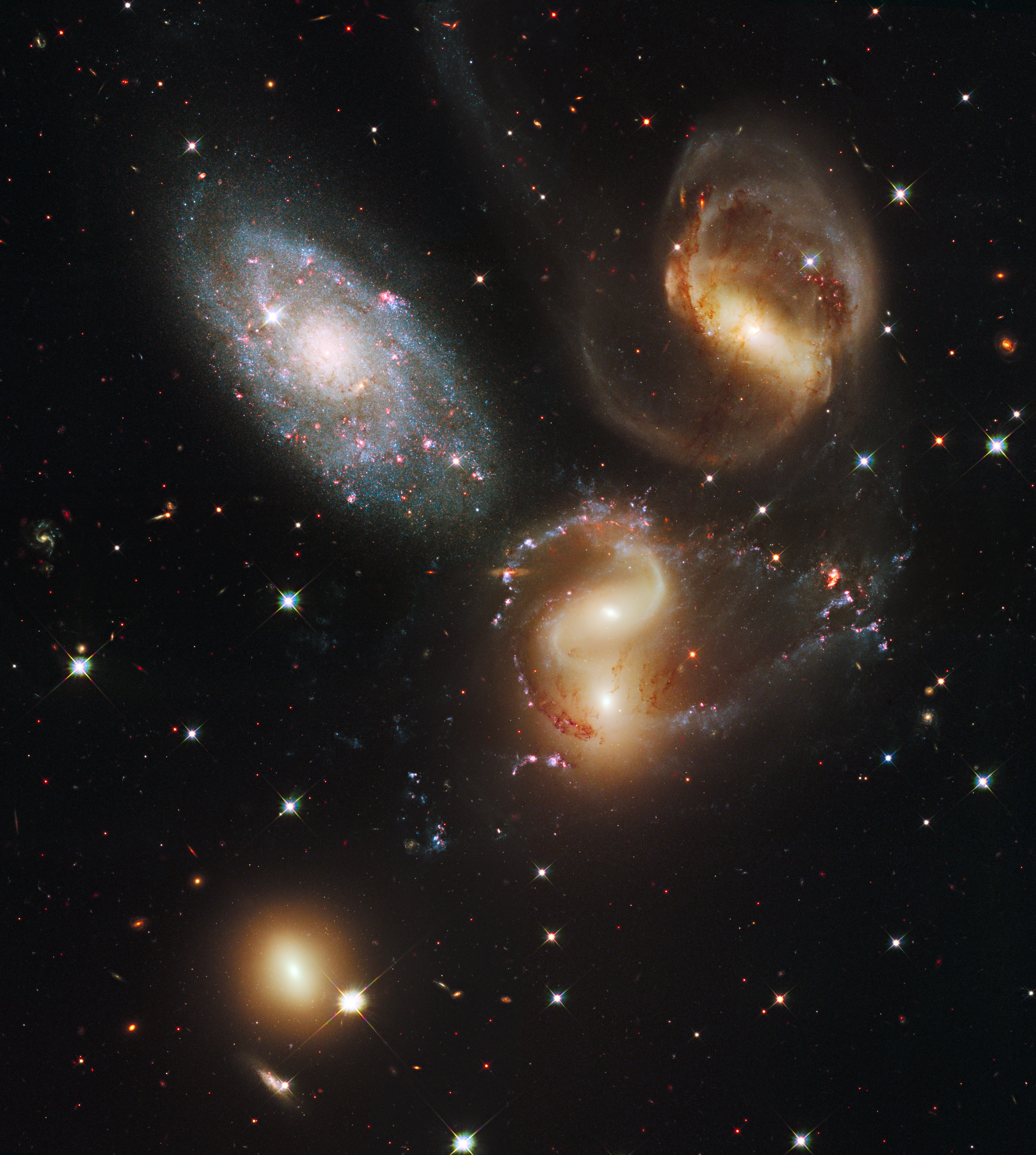
1877: Stephans Quintett

- 1877: Der französische Astronom Édouard Jean-Marie Stephan entdeckt eine Gruppe von fünf Galaxien im Sternbild Pegasus, das nach ihm benannte Stephans Quintett.
- 1878: Benannt nach seinem Stifter Joseph Hoch wird im Saalhof in Frankfurt am Main Dr. Hoch’s Konservatorium eröffnet.
- 1905: Im Zuge der Elektrifizierung der London Underground fährt auf dem Inner Circle der letzte Dampfzug.
- 1910: Mexikos Staatspräsident Porfirio Díaz eröffnet in Mexiko-Stadt die im Frühjahr als Nachfolgerin der 1865 aufgelösten Real y Pontificia Universidad de México als Universidad Nacional de México neu gegründete Universität.
- 1962: Der österreichische Zoologe Hans Psenner gründet in Innsbruck den Alpenzoo.
- 1981: Staatspräsident François Mitterrand eröffnet offiziell den Verkehr des französischen Hochgeschwindigkeitszuges Train à Grande Vitesse (TGV) auf der Bahnstrecke Paris–Lyon.
- 2001: Die NASA-Raumsonde Deep Space 1 passiert den Kometen 19P/Borrelly.
- 2006: ringförmige Sonnenfinsternis im Bereich des Atlantik
- 2014: Die NASA-Raumsonde MAVEN erreicht, nach zehnmonatigem Flug, den Orbit des Planeten Mars.

### Kultur
- 1869: Die Uraufführung von Richard Wagners Oper Das Rheingold, der sogenannte „Vorabend“ seiner Tetralogie Der Ring des Nibelungen, findet im Nationaltheater München statt.
- 1905: Mit dem Handbuch der Deutschen Kunstdenkmäler, das der Kunsthistoriker Georg Dehio vorstellt, beginnt die Geschichte des deutschen Denkmalschutzes.
- 1905: Die k. u. k.-Hofzensur verbietet die Aufführung der Oper Salome von Richard Strauss an der Wiener Hofoper.
- 1945: Der Rundfunksender der britischen Militärregierung Radio Hamburg wird in Nordwestdeutscher Rundfunk (NWDR) umbenannt.
- 1960: Die Uraufführung der Oper Rosamunde Floris von Boris Blacher findet im Städtischen Opernhaus Berlin statt.
- 1964: Die Weltpremiere von Jerry Bocks Musical Anatevka – Fiddler on the roof findet in New York statt.

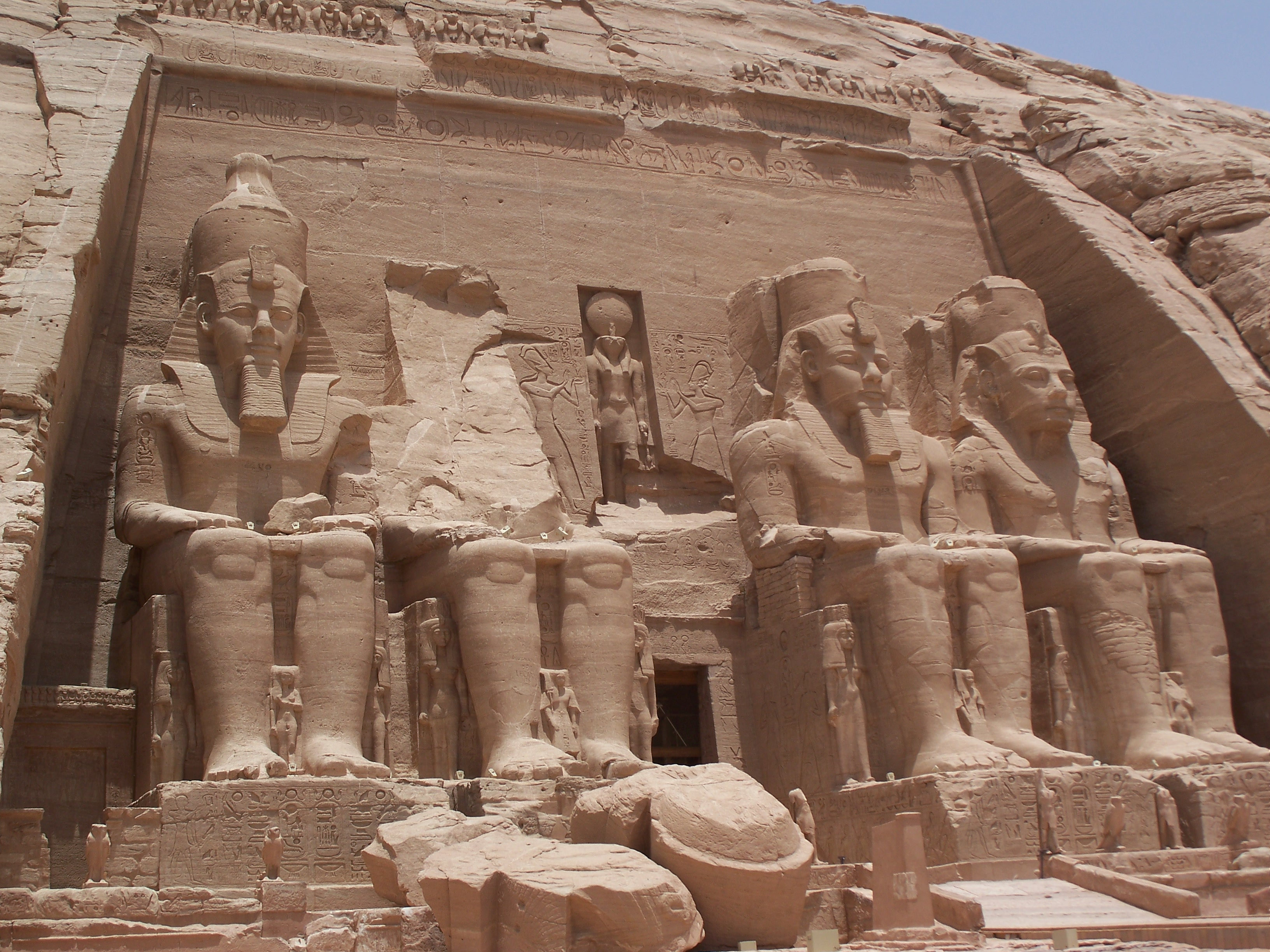
1968: Großer Tempel von Abu Simbel

- 1968: Die Verlegung der beiden Tempel von Abu Simbel wird abgeschlossen. Die Tempelbauten sind damit vor einem Versinken in den Fluten des Nassersees gerettet.
- 1975: Die DDR-Rockband Klaus Renft Combo wird wegen kritischer Texte über das sozialistische Regime verboten.
- 1985: Vor rund 80.000 Zuschauern findet in den USA erstmals ein von Bob Dylan während seines Live-Aid-Auftritts angeregtes, seither jährlich stattfindendes Farm-Aid-Wohltätigkeitskonzert zu Gunsten von familiär geführten landwirtschaftlichen Betrieben („family farms“) statt.
- 1986: In den USA wird die erste Folge der Fantasy-Sitcom Alf ausgestrahlt.

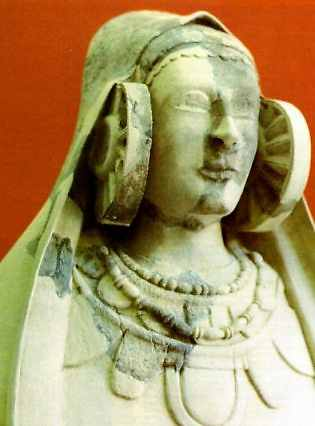
1987: Dama de Guardamar

- 1987: In Guardamar del Segura werden Trümmer der aus iberischer Zeit stammenden Dama de Guardamar gefunden. Die Teile werden in der Folge zur Büste zusammengesetzt.
- 1994: NBC sendet die erste Folge der Serie Friends.
- 1995: Geschichte des Hörfunks in Österreich: Mit Antenne Steiermark geht Österreichs erste private Hörfunkstation auf Sendung.
- 1995: Zur Erinnerung an den ehemaligen ANC-Hörfunksender Radio Freedom enthüllt man in Johannesburg das Denkmal Banner of Hope.

### Religion

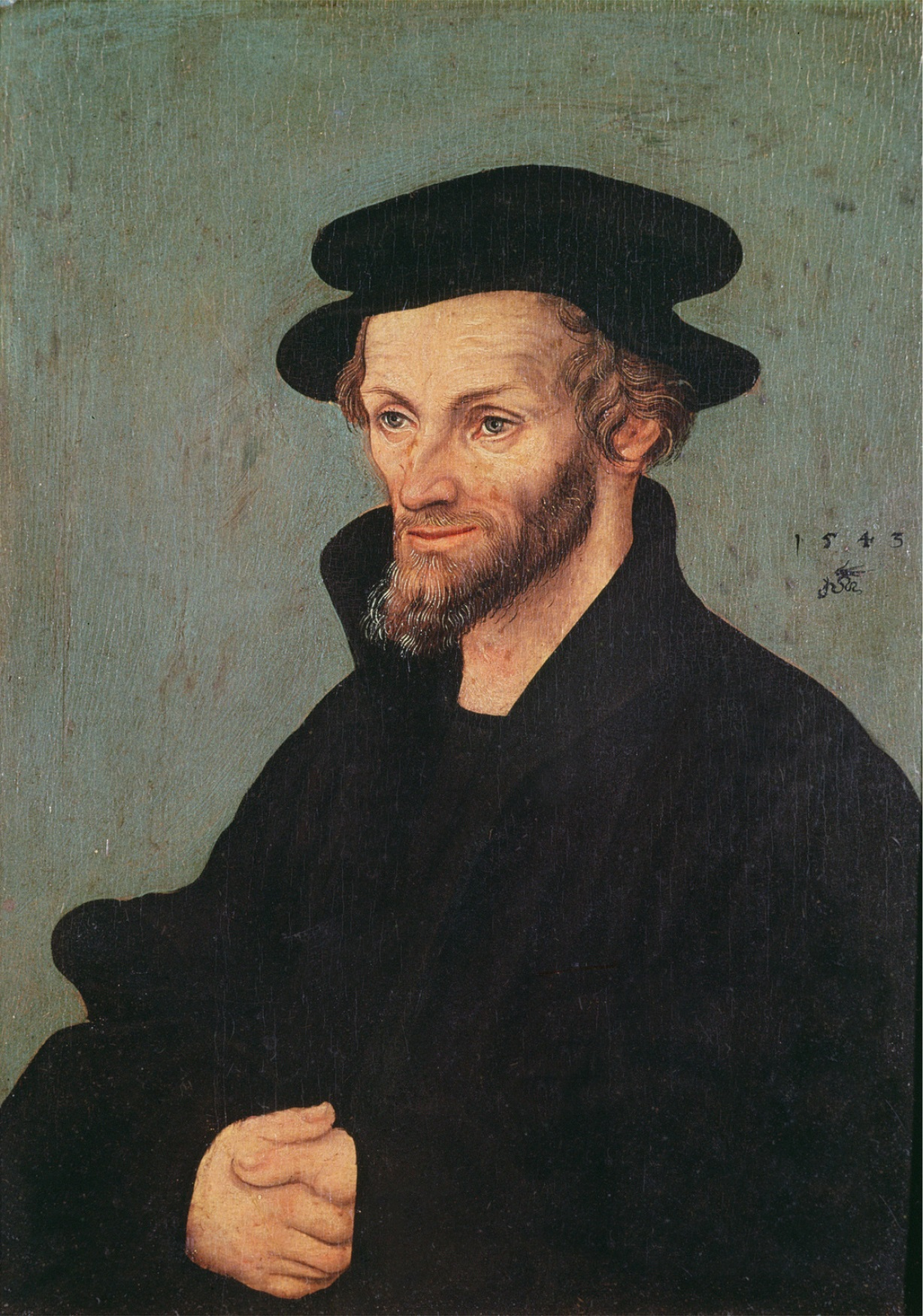
1530: Philipp Melanchthon

- 0530: Nach dem Tod von Felix III. wird Bonifatius II. Papst.
- 1503: Als Nachfolger von Alexander VI. tritt Pius III. sein Amt als Papst an. Sein Pontifikat dauert nur 27 Tage.

- 1530: Kaiser Karl V. lehnt das Überreichen der Augsburger Apologie durch Philipp Melanchthon auf dem Reichstag zu Augsburg ab.
- 1692: Im Zuge der Hexenprozesse von Salem in Neuengland werden die letzten acht Personen durch Hängen hingerichtet.
- 1827: Joseph Smith, der spätere Begründer der Mormonen (Kirche Jesu Christi der Heiligen der Letzten Tage), behauptet, der ihm erschienene Engel Moroni habe ihm Goldplatten mit eingravierten Zeichen überreicht. Smith übersetzt daraus, wie er angibt, mit Hilfe der Sehersteine Urim und Thummim in der Folge das Buch Mormon.
- 1987: Karl Lehmann wird zum Vorsitzenden der Deutschen Bischofskonferenz gewählt.
- 2011: Mit Benedikt XVI. spricht erstmals ein Papst im Deutschen Bundestag.

### Katastrophen
- 1739: Einem Blitzeinschlag in einen der Bremer Pulvertürme folgt eine gewaltige Detonation, die eine Feuersbrunst in Bremen auslöst. Ihr fallen etwa ein Sechstel der Stadt und 32 Menschen zum Opfer.
- 1934: Im walisischen Ort Gresford ereignet sich ein Bergwerksunglück. Bei einer Explosion mit anschließendem Brand kommen 266 Bergleute sowie Rettungskräfte ums Leben.
- 2006: Bei einem Zusammenstoß des Transrapid auf der Versuchsstrecke bei Lathen im Emsland mit einem Werkstattwagen sterben 23 Menschen, 10 Personen werden verletzt. Das gilt als der schwerste Unfall seit Einführung der Magnetschwebetechnik.

Kleinere Unglücksfälle sind in den Unterartikeln von Katastrophe und in der Liste von Katastrophen aufgeführt.

### Sport
- 1844: Auf der Alster bei Hamburg findet die erste deutsche Ruderbootregatta statt: Der Hamburger Ruderclub siegt überraschend gegen den favorisierten English Rowing Club.
- 2015: In der Fußball-Bundesliga erzielt Robert Lewandowski zwischen der 51. und 60. Spielminute fünf Tore beim 5:1-Sieg des FC Bayern München gegen den VfL Wolfsburg. Diese Anzahl an Treffern in rund neun Minuten ist ein neuer Rekord.

Einträge von Leichtathletik-Weltrekorden befinden sich unter der jeweiligen Disziplin unter Leichtathletik.

## Geboren

### Vor dem 18. Jahrhundert
- 1013: Ryksa von Polen, Königin von Ungarn
- 1211: Ibn Challikān, arabischer Biograph und islamischer Rechtsgelehrter
- 1373: Thomas le Despenser, 1. Earl of Gloucester, englischer Adeliger und Rebell

Anna von Kleve (* 1515)

- 1515: Anna von Kleve, vierte Ehefrau des englischen Königs Heinrich VIII.
- 1547: Nicodemus Frischlin, deutscher Humanist und Dramatiker
- 1552: Wassili IV., russischer Zar
- 1569: Johann Jakob Ulrich, Schweizer evangelischer Geistlicher und Hochschullehrer
- 1572: Siegfried von Kollonitsch, kaiserlicher Feldherr
- 1575: Vittoria Raffaella Aleotti, italienische Komponistin und Organistin
- 1577: Christoph Besold, deutscher Jurist und Staatsgelehrter
- 1593: Matthäus Merian, Schweizer Kupferstecher

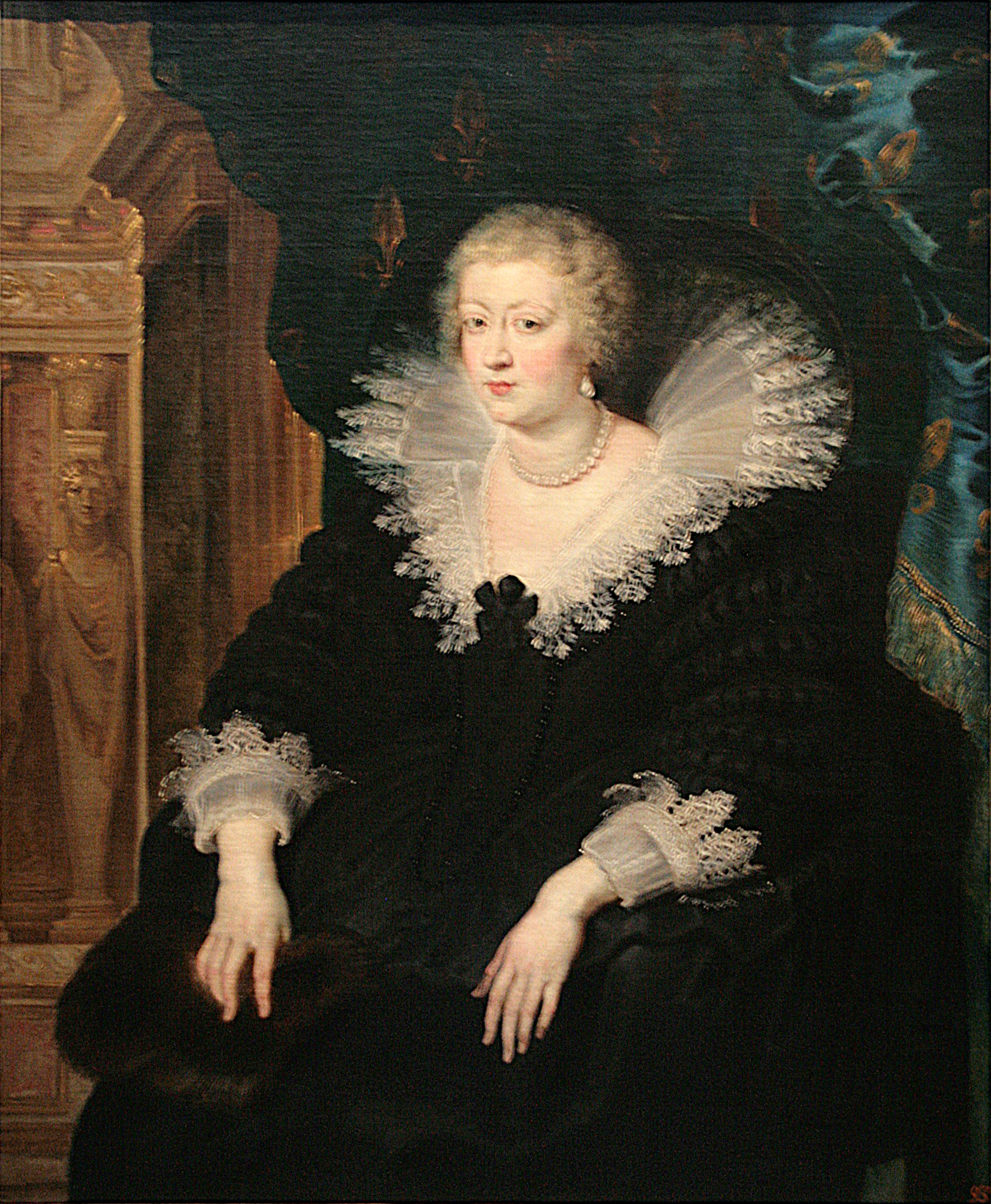
Anna von Österreich (* 1601)

- 1601: Anna von Österreich, Erzherzogin von Österreich, Königin und Regentin von Frankreich
- 1622: Jacques Savary, französischer Kaufmann, Mitbegründer der Handelswissenschaft
- 1634: Christiana von Schleswig-Holstein-Sonderburg-Glücksburg, Herzogin von Sachsen-Merseburg
- 1637: Johann Adolf, Graf von Tecklenburg
- 1671: Gelasius Hieber, bayerischer Prediger
- 1673: Ernst Salomon Cyprian, deutscher lutherischer Theologe und Bibliothekar
- 1677: Antoine Maurice der Ältere, französisch-schweizerischer evangelischer Geistlicher und Hochschullehrer
- 1680: Barthold Heinrich Brockes, deutscher Schriftsteller und Dichter
- 1684: Charles Louis Auguste Fouquet de Belle-Isle, französischer General, Marschall von Frankreich
- 1696: Johann Jacob Bindrim, deutscher Bildhauer
- 1697: Juliane Magdalene Cyprian, deutsche Autorin zahlreicher Gedichte, Lieder und Heldenbriefe

### 18. Jahrhundert
- 1701: Anna Magdalena Bach, zweite Frau von Johann Sebastian Bach
- 1706: Barbara Regina Dietzsch, Nürnberger Malerin und Zeichnerin

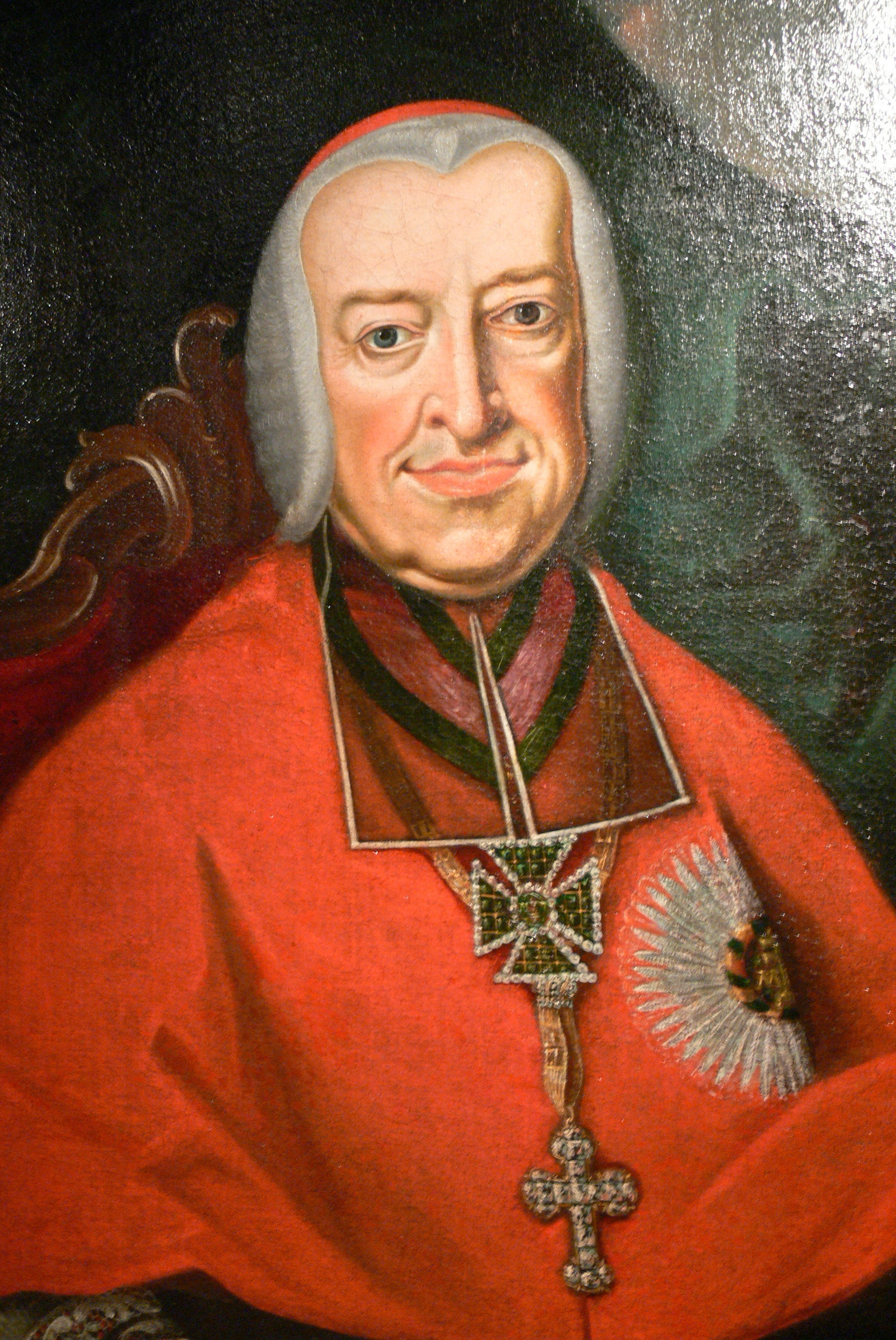
Leopold Ernst von Firmian (* 1708)

- 1708: Leopold Ernst von Firmian, Fürstbischof von Passau und Kardinal
- 1709: Germann August Ellrod, deutscher evangelischer Geistlicher und Hochschullehrer
- 1710: Georg Matthias Bose, deutscher Physiker und Astronom
- 1720: Adolph Carl Kunzen, deutscher Komponist
- 1733: Anton Fils, deutscher Komponist (Taufdatum)
- 1734: Karl Friedrich Walch, deutscher Rechtswissenschaftler
- 1738: Johann Ludwig Ernst Morgenstern, deutscher Gemälde-Restaurator, Radierer und Maler
- 1741: Peter Simon Pallas, deutscher Naturforscher und Geograf
- 1750: Christian Konrad Sprengel, deutscher Theologe und Naturkundler
- 1753: Friedrich Arndts, deutscher Jurist
- 1756: Claude-Victor de Broglie, französischer Politiker und General
- 1756: Philipp von Hertling, deutscher Jurist

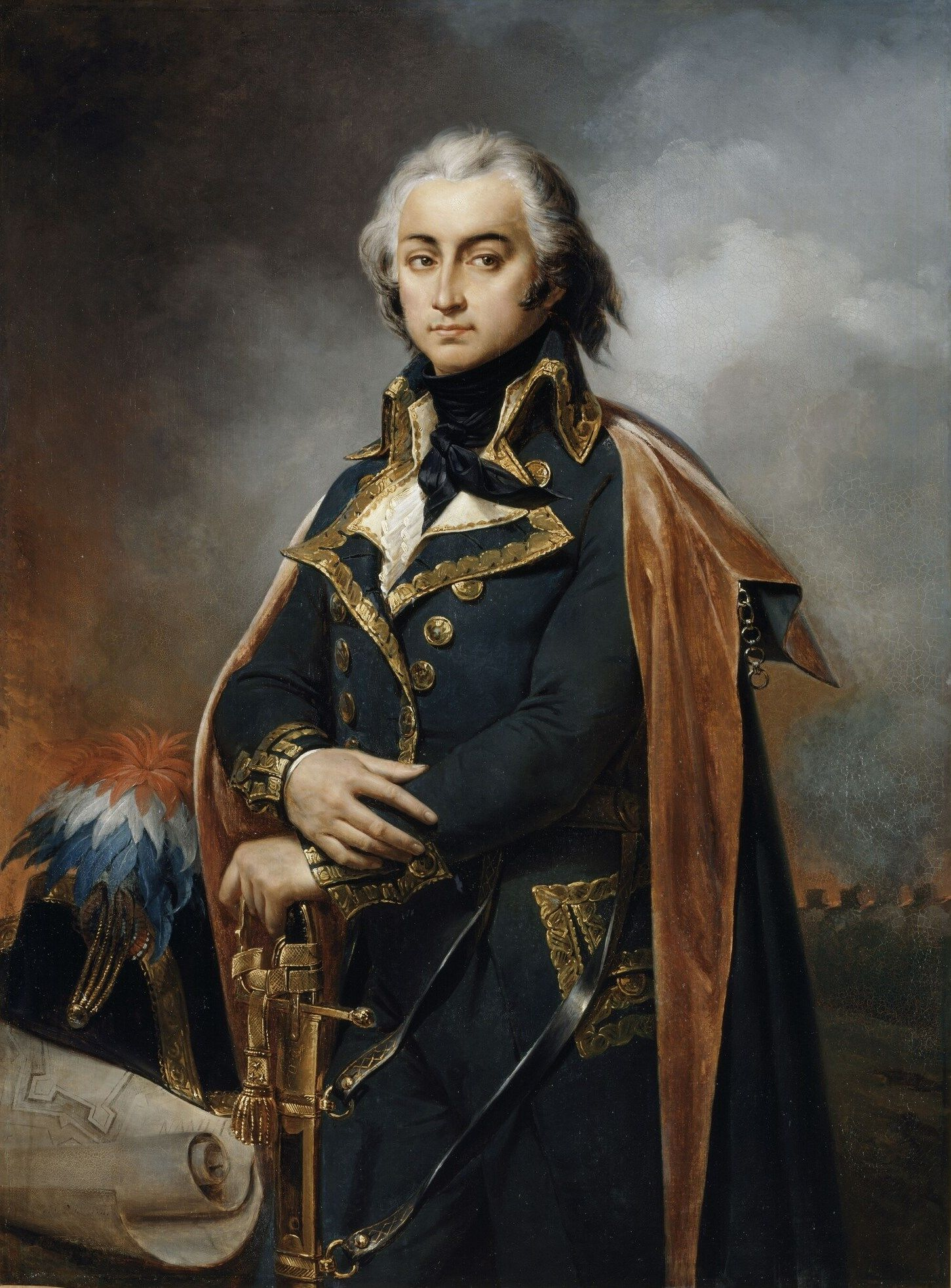
Jean-Baptiste-Cyrus-Marie-Adélaïde de Timbrune de Thiembronne (* 1757)

- 1757: Jean-Baptiste-Cyrus-Marie-Adélaïde de Timbrune de Thiembronne, französischer General
- 1767: José Maurício Nunes Garcia, brasilianischer Komponist
- 1771: Friedrich Carl Adolf von Lindemann, deutscher Offizier
- 1771: Christian Wurm, bayerischer Polizeikommissär der Stadt Nürnberg
- 1778: Carl Ludwig Koch, deutscher Forstmann, Entomologe und Arachnologe
- 1780: Joseph Agricol Viala, französischer Nationalgardist
- 1781: Karl Friedrich Wilhelm Hasselbach, deutscher Historiker und Gymnasiallehrer
- 1786: Karl Benjamin Preusker, deutscher Archäologe und Bibliothekar, Gründer der ersten Volksbücherei Deutschlands
- 1791: Michael Faraday, britischer Physiker

### 19. Jahrhundert

#### 1801–1875

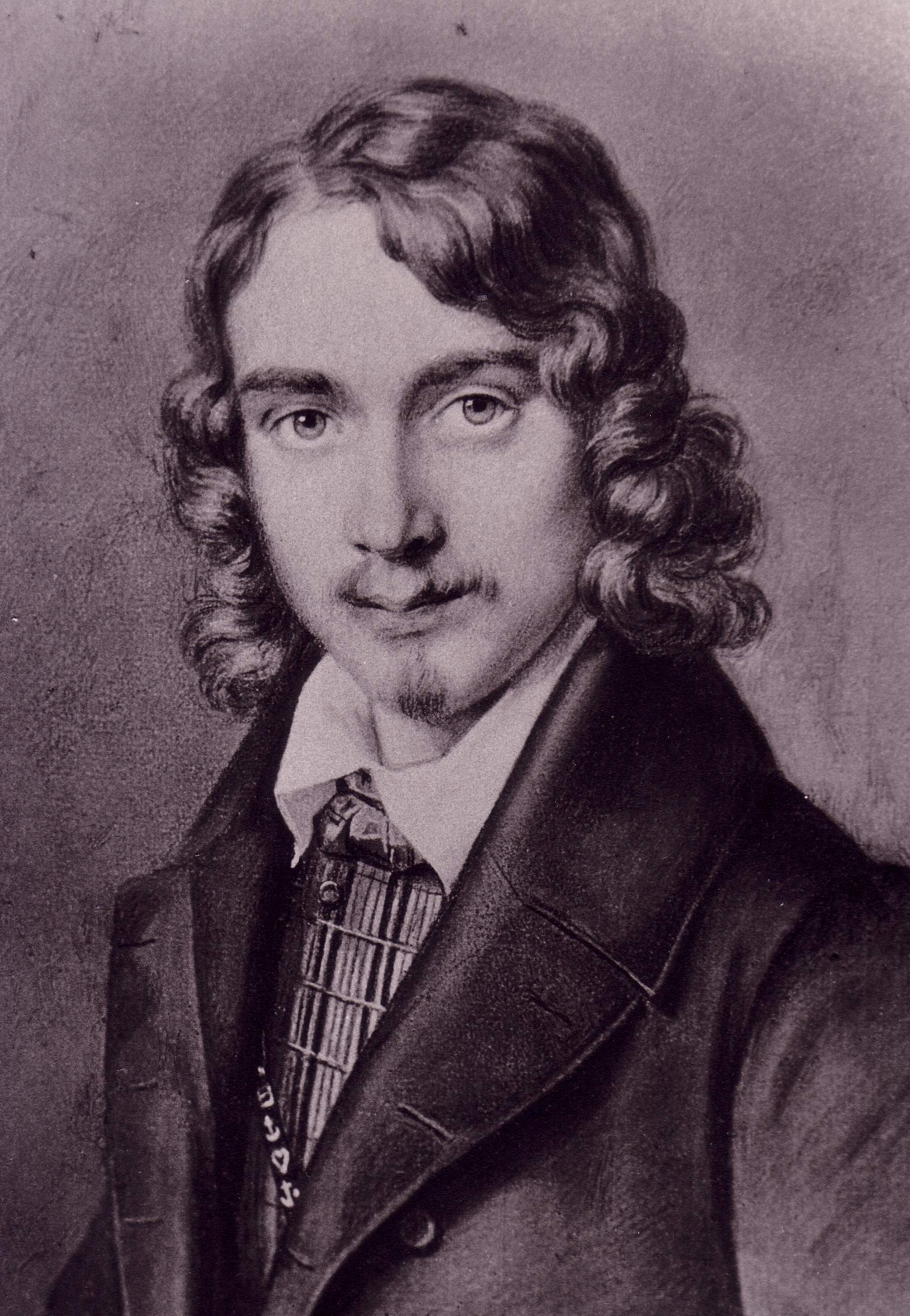
August Engelhard von Nathusius (* 1818)
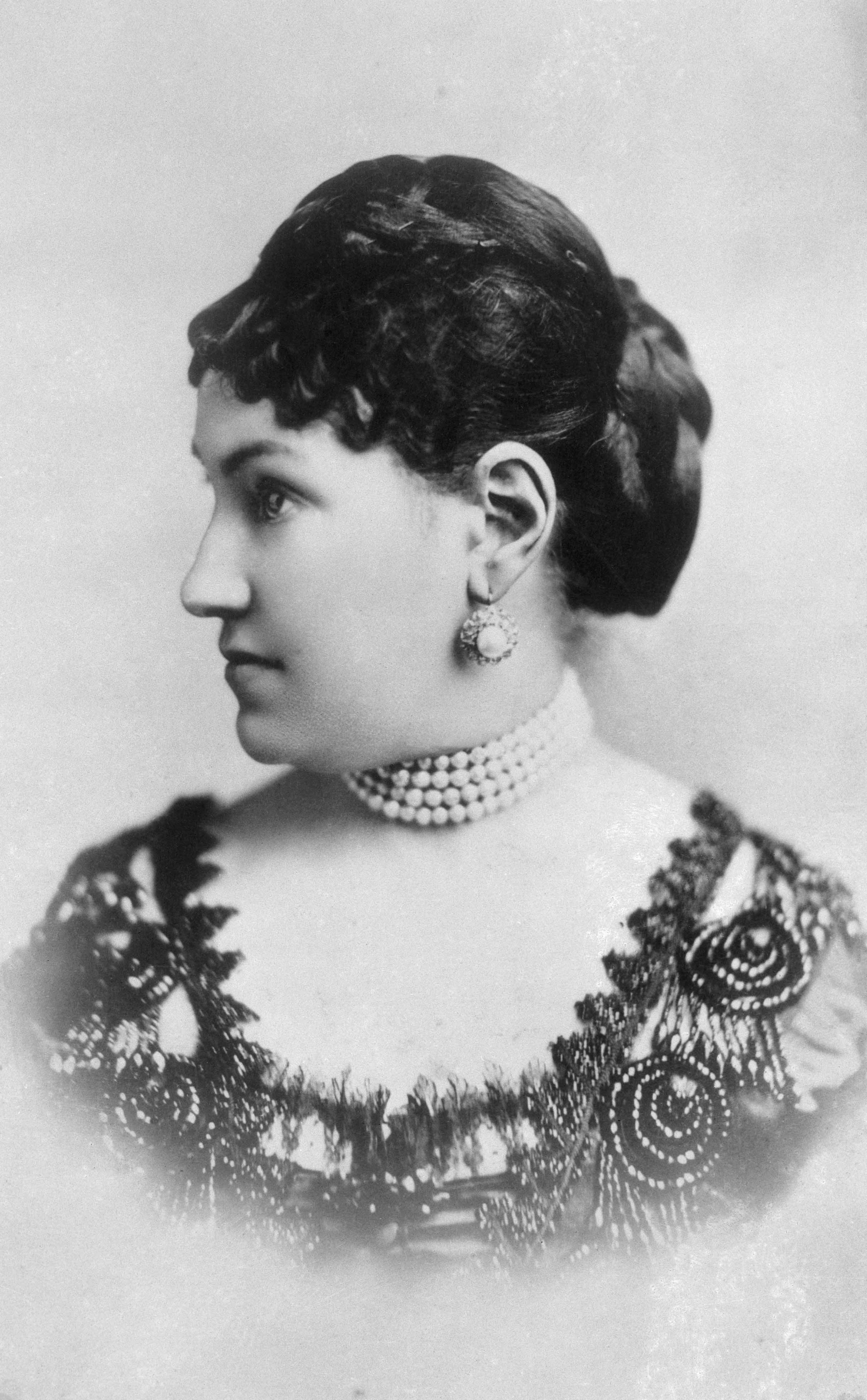
Caroline Schermerhorn Astor (* 1830)
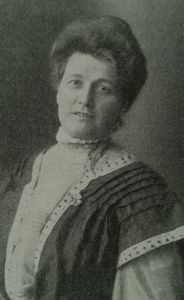
Henny Koch (* 1854)
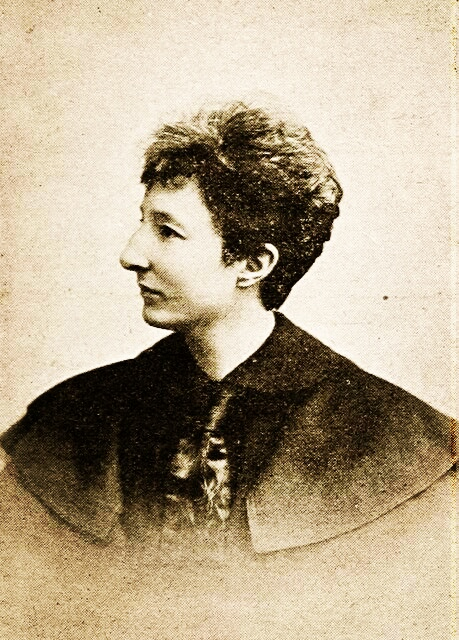
Anita Augspurg (* 1857)
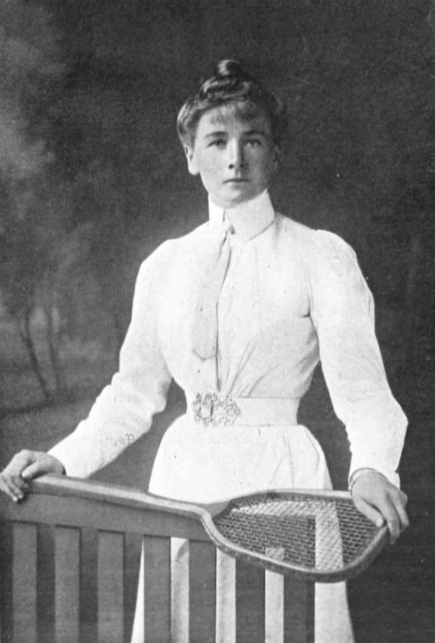
Charlotte Cooper (* 1870)

- 1811: Moritz von Stubenrauch, österreichischer Jurist
- 1815: Calvin Galusha Coolidge, US-amerikanischer Farmer und Politiker
- 1818: August Engelhard von Nathusius, deutscher Gutsbesitzer und Züchter
- 1829: Tự Đức, vietnamesischer Kaiser
- 1830: Caroline Schermerhorn Astor, Grand Dame der New Yorker und Newporter Gesellschaft
- 1835: Leopold von Hohenzollern, Fürst von Hohenzollern
- 1837: Anne Blunt, 15. Baroness Wentworth, britische Baronin und Gestütsgründerin
- 1837: Ernst Hardt, Pionier der Kölner Pferdebahn
- 1843: Otto Nägeli, Schweizer Mediziner, Heimatforscher und Mundartautor
- 1844: William Stevenson Hoyte, englischer Organist, Komponist und Musikpädagoge
- 1844: Lawrence T. Neal, US-amerikanischer Politiker
- 1848: Franz Christoph Büscher, deutscher Jurist
- 1849: Alexander Forrest, australischer Entdecker und Forschungsreisender
- 1849: Anton von Kersting, deutscher Militär
- 1854: Henny Koch, deutsche Schriftstellerin und Übersetzerin
- 1856: Arnold Heimann, Schweizer Lehrer und Bühnenautor in Mundart
- 1857: Anita Augspurg, deutsche Juristin, Frauenrechtlerin und Pazifistin
- 1859: Paul Baum, deutscher Maler, Zeichner und Grafiker
- 1859: Rudolph Sophus Bergh, dänischer Komponist
- 1862: Therese Studer, deutsche Begründerin katholischer Arbeiterinnenvereine
- 1863: William Küster, deutscher Chemiker
- 1863: Alexandre Émile Jean Yersin, schweizerisch-französischer Arzt und Bakteriologe, Entdecker des Pesterregers
- 1865: Jules Caffot, französischer Organist und Komponist
- 1868: Louise McKinney, kanadische Politikerin und Frauenrechtlerin
- 1868: Eustace Miles, britischer Jeu de Paume-Spieler, Sachbuchautor und Gastwirt
- 1869: Minna Reichert, deutsche Frauenrechtlerin und Politikerin, MdL
- 1870: Georgette Bréjean-Silver, französische Opernsängerin
- 1870: Charlotte Cooper, englische Tennisspielerin
- 1871: Emma Müllenhoff, deutsche Schriftstellerin
- 1872: Eleanor Hallowell Abbott, US-amerikanische Schriftstellerin
- 1872: Walter Henry Rothwell, britischer Dirigent
- 1874: Dorothy Reed Mendenhall, US-amerikanische Ärztin
- 1875: Mikalojus Čiurlionis, litauischer Komponist und Maler
- 1875: Adelheid zu Schaumburg-Lippe, Mitglied des Hauses Schaumburg-Lippe und letzte Herzogin von Sachsen-Altenburg

#### 1876–1900
- 1877: Alfréd Deésy, ungarischer Filmregisseur und Schauspieler
- 1877: Ernst von Raben, deutscher Offizier

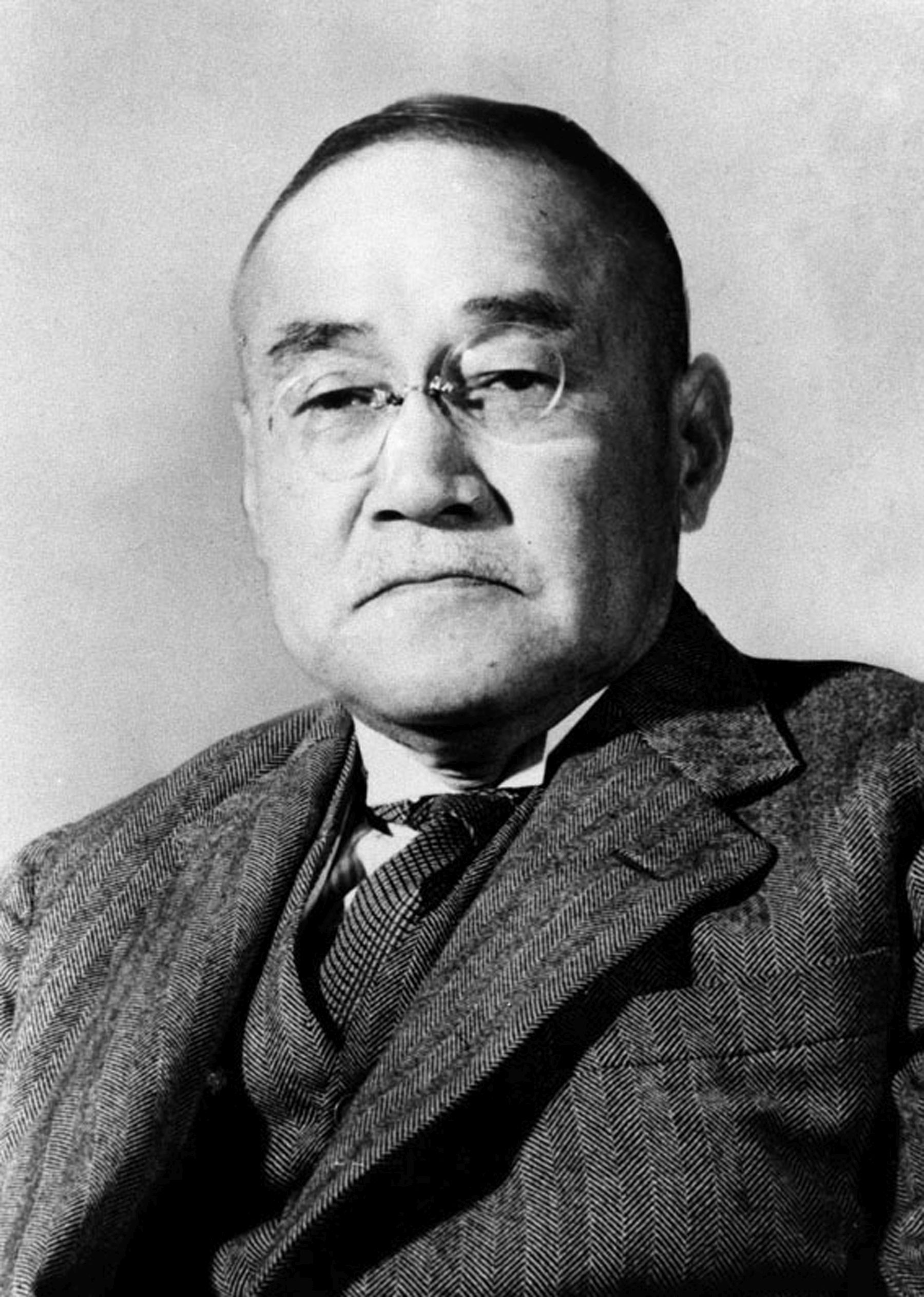
Yoshida Shigeru (* 1878)

- 1878: Yoshida Shigeru, japanischer Politiker, Außenminister, Premierminister
- 1878: Paul Stricker, deutscher Pädagoge und Mykologe
- 1879: Charles Borel-Clerc, französischer Komponist
- 1879: Valborg Werbeck-Svärdström, schwedische Sängerin und Gesangspädagogin
- 1880: Walter Asmis, deutscher Jurist und Agrarfunktionär
- 1880: Christabel Pankhurst, britische Frauenrechtlerin
- 1881: Ludwig Pfandl, deutscher Schriftsteller, Romanist, Hispanist und Historiker
- 1882: Emil Ábrányi, ungarischer Komponist und Dirigent

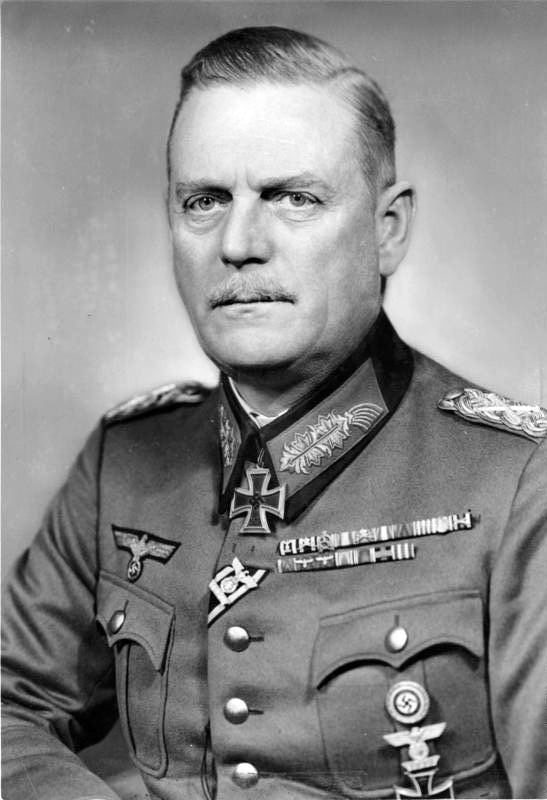
Wilhelm Keitel (* 1882)

- 1882: Wilhelm Keitel, deutscher Generalfeldmarschall, Chef des Oberkommandos der Wehrmacht, Kriegsverbrecher
- 1884: Oskar Farner, Schweizer evangelischer Geistlicher und Zwingliforscher
- 1884: Rita Öhquist, deutsche Übersetzerin
- 1885: Gunnar Asplund, schwedischer Architekt, Hochschullehrer und Designer
- 1885: Ben Chifley, australischer Politiker, mehrfacher Minister, Premierminister
- 1885: Erich von Stroheim, US-amerikanischer Schauspieler und Regisseur
- 1886: Roger Bissière, französischer Maler
- 1889: Haldis Halvorsen, norwegische Opernsängerin

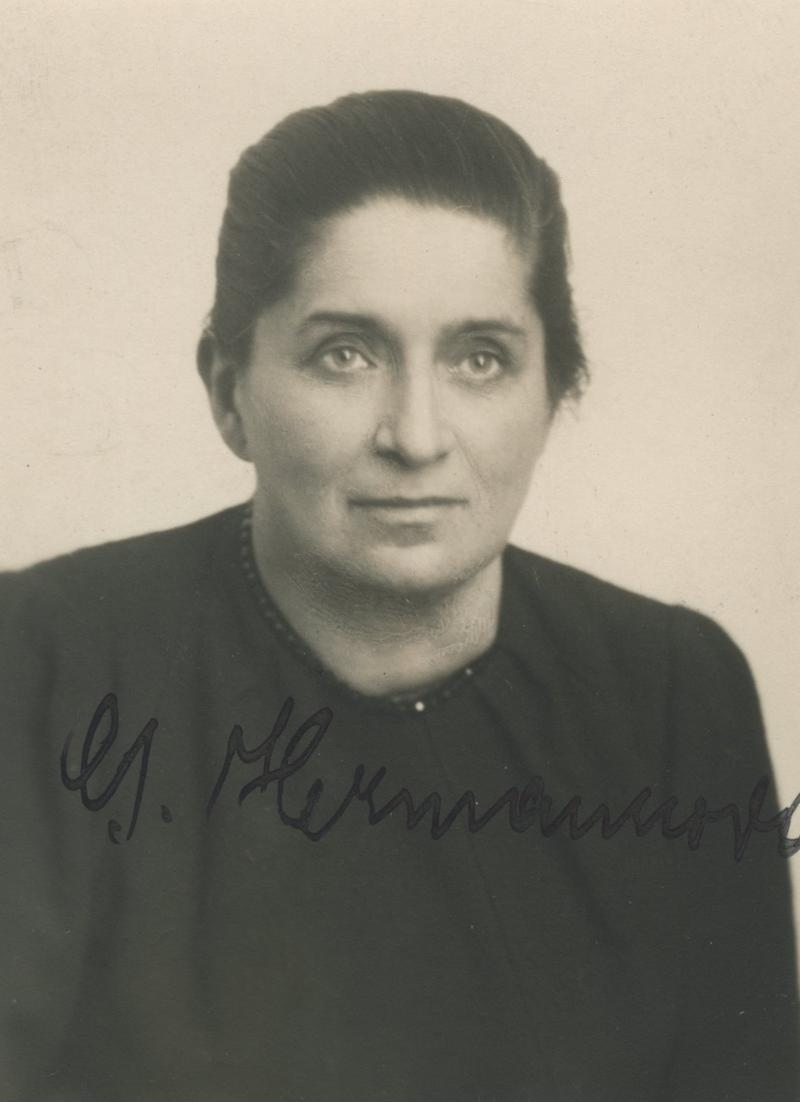
Elli Kafka (* 1889)

- 1889: Elli Kafka, Schwester von Franz Kafka, Opfer des Holocaust
- 1890: Friedrich Kiesler, österreichisch-US-amerikanischer Architekt
- 1891: Hans Albers, deutscher Schauspieler und Sänger
- 1891: Edmund Nick, österreichisch-deutscher Komponist, Kapellmeister und Musikschriftsteller
- 1893: Linus Kather, deutscher Jurist, Politiker und Vertriebenenfunktionär, MdHB, MDB

- 1893: Hans Leip, deutscher Autor

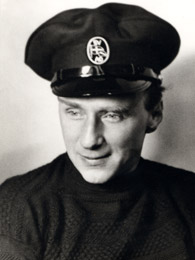
Hans Leip (* 1893)

- 1894: Elisabeth Rethberg, deutsche Opernsängerin
- 1895: Karl Atzenroth, deutscher Unternehmer und Politiker, MdB
- 1895: Hanne Brinkmann, deutsche Schauspielerin
- 1896: Henry Segrave, britischer Renn- und Rekordfahrer
- 1896: Elisabeth Selbert, deutsche Rechtsanwältin und Politikerin, MdL, eine der vier „Mütter des Grundgesetzes“
- 1899: Hildegard Brodtführer, deutsche Politikerin, MdL
- 1899: Annemarie Horschitz-Horst, deutsche Übersetzerin
- 1900: Michelangelo Abbado, italienischer Violinist, Dirigent und Musikpädagoge
- 1900: Irena Rüther-Rabinowicz, deutsche Malerin

### 20. Jahrhundert

#### 1901–1925
- 1901: Nadeschda Sergejewna Allilujewa, zweite Ehefrau Josef Stalins
- 1901: Veit Harlan, deutscher Filmregisseur

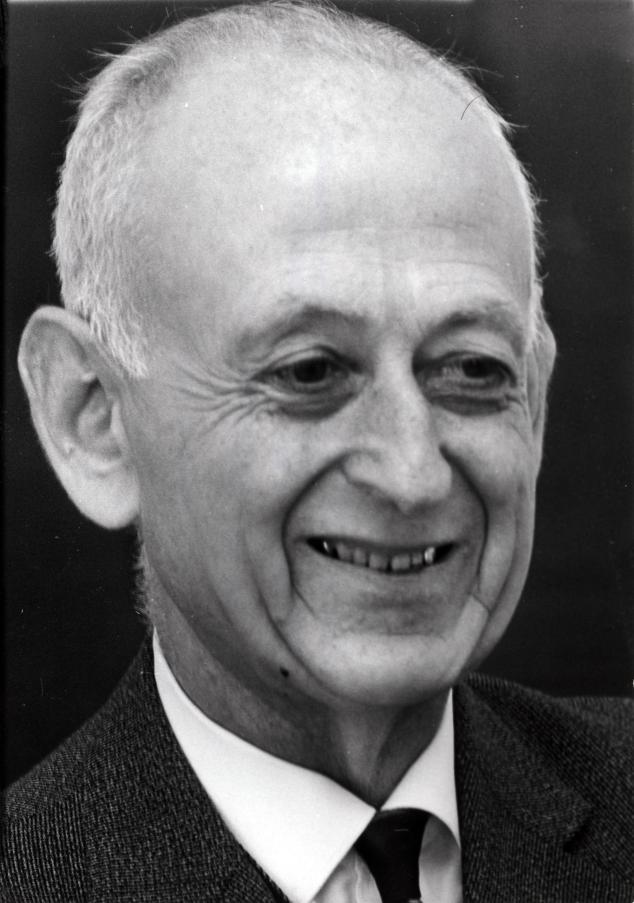
Pieter Muntendam (* 1901)

- 1901: Pieter Muntendam, niederländischer Mediziner und Politiker
- 1902: Lucien Sicotte, kanadischer Violinist und Musikpädagoge
- 1902: Heinrich Zänker, deutscher Ruderer
- 1904: Ilse Barleben, deutsche Historikerin und Werksarchivarin
- 1904: Otto Guglia, österreichischer Historiker, Geograph und Naturforscher
- 1905: Muriel Box, britische Drehbuchautorin und Regisseurin
- 1905: Louis Kukenheim, niederländischer Romanist
- 1905: Eugen Sänger, deutsch-österreichischer Luft- und Raumfahrtingenieur
- 1905: Fritz Winter, deutscher Maler
- 1906: Ilse Koch, „Hexe von Buchenwald“, Ehefrau von Karl Otto Koch, des Lagerkommandanten des KZ Buchenwald
- 1906: Hadwig Pfeifer-Lantschner, österreichisch-deutsche Skirennläuferin
- 1906: Gustav Schäfer, deutscher Ruderer, Olympiasieger
- 1907: Maurice Blanchot, französischer Schriftsteller und Philosoph
- 1907: Philip Fotheringham-Parker, britischer Autorennfahrer
- 1907: Theodor Veiter, deutsch-österreichischer Völkerrechtler
- 1908: Odette Bancilhon, französische Astronomin
- 1909: Václav Dobiáš, tschechischer Komponist
- 1909: David Riesman, US-amerikanischer Soziologe
- 1910: Klement Slavický, tschechischer Komponist
- 1911: Helma Notte, deutsche Leichtathletin
- 1911: Franz Xaver Unertl, deutscher Politiker, MdB

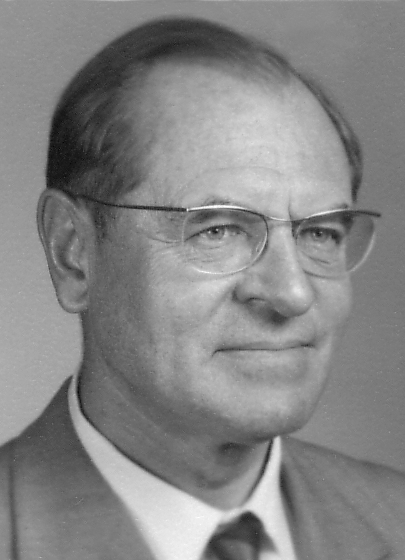
Herbert Mataré (* 1912)

- 1912: Herbert Mataré, deutscher Physiker, Miterfinder des europäischen Transistors
- 1912: Martha Scott, US-amerikanische Schauspielerin
- 1914: Siegfried Lowitz, deutscher Schauspieler
- 1914: Hōjō Tamio, japanischer Schriftsteller
- 1917: Gertrud Seele, deutsche Krankenschwester und Antifaschistin, NS-Opfer
- 1918: Hans Scholl, deutscher Student und Widerstandskämpfer (Weiße Rose)
- 1919: Franz Peter Wirth, deutscher Regisseur
- 1920: Hanna-Heide Kraze, deutsche Schriftstellerin
- 1921: Walburga Külz, deutsche Keramikerin
- 1921: Ian Raby, britischer Autorennfahrer

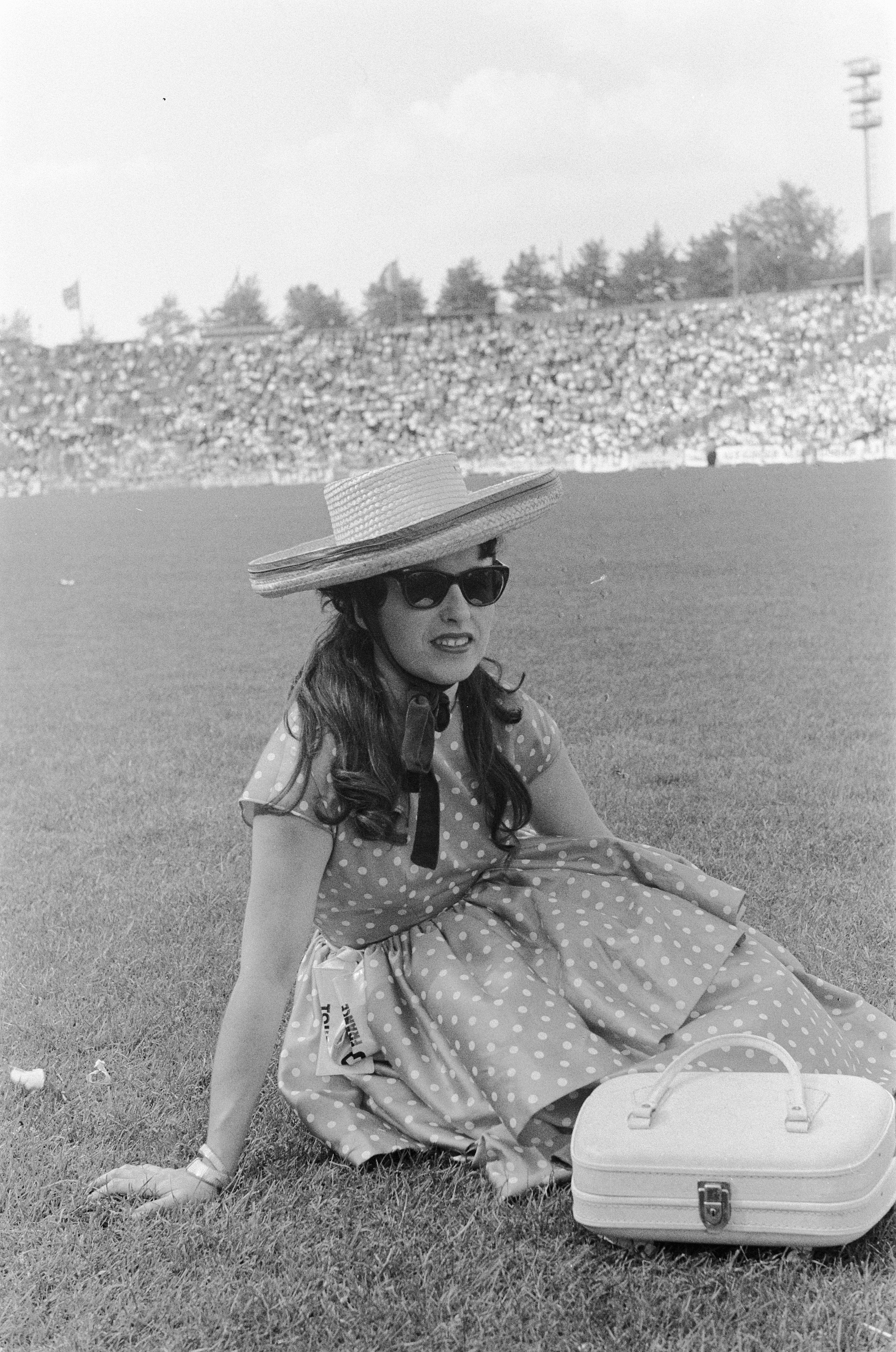
Yvette Horner (* 1922)

- 1922: Yvette Horner, französische Akkordeonistin
- 1922: Hans O. Staub, Schweizer Journalist
- 1923: Dannie Abse, britischer Autor und Dichter
- 1923: Johannes Adam, deutscher Biostatistiker und Hochschullehrer
- 1924: Rosamunde Pilcher, britische Schriftstellerin
- 1924: Fritz Reimann, Schweizer Gewerkschafter und Politiker
- 1924: Adolf Vallazza, italienischer Holzbildhauer
- 1925: Heribert Apfalter, österreichischer Industriemanager
- 1925: Virginia Capers, US-amerikanische Bühnenschauspielerin
- 1925: Christine Koller, deutsche Schriftstellerin, Übersetzerin und Dramaturgin

#### 1926–1950

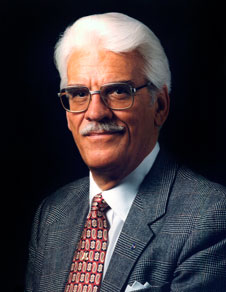
Jesco von Puttkamer (* 1933)
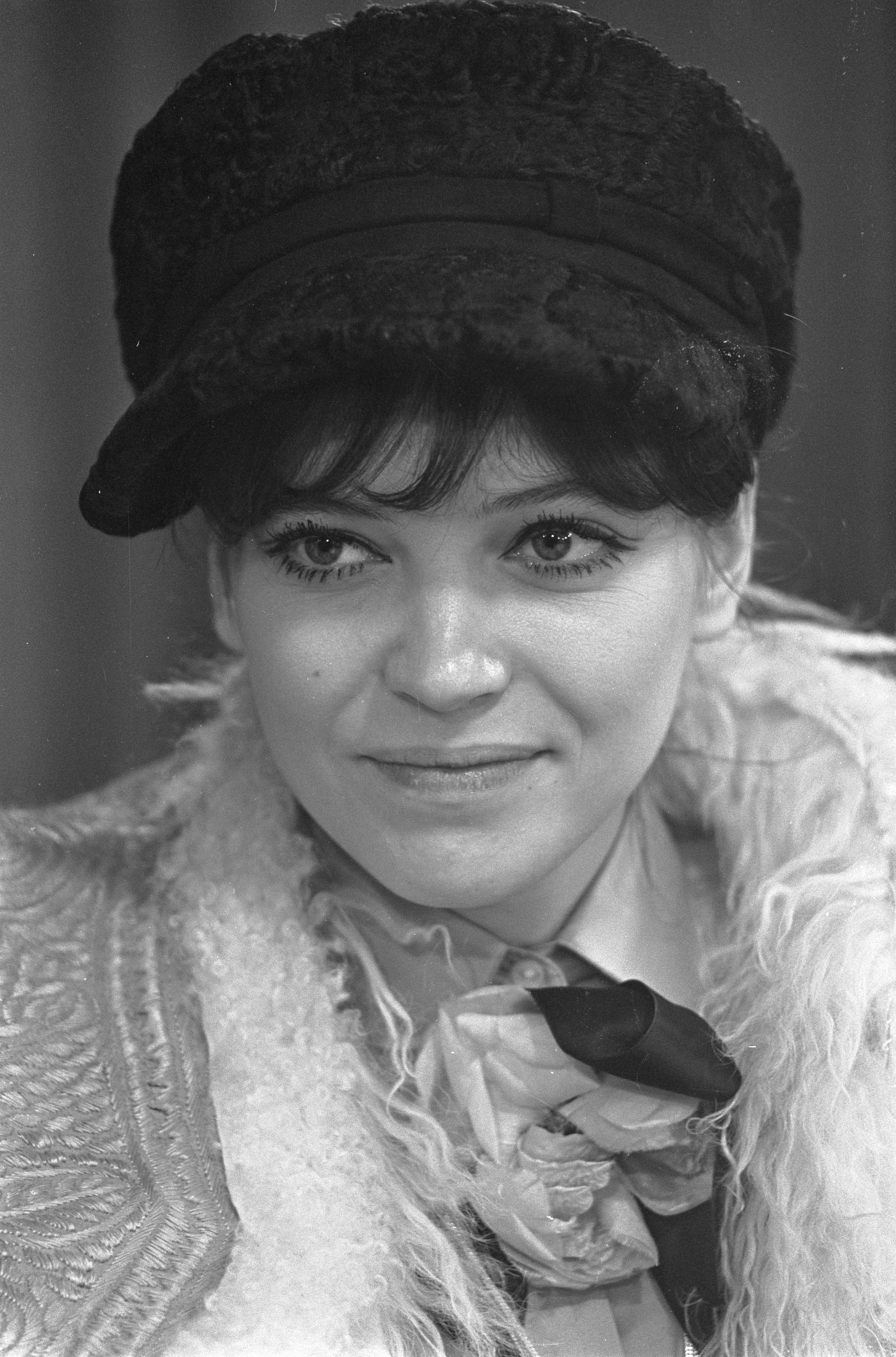
Anna Karina (* 1940)
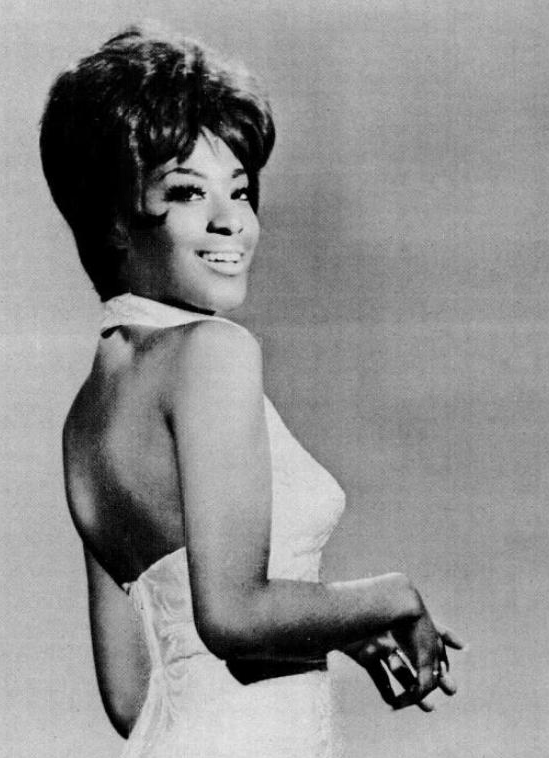
Marlena Shaw (* 1942)
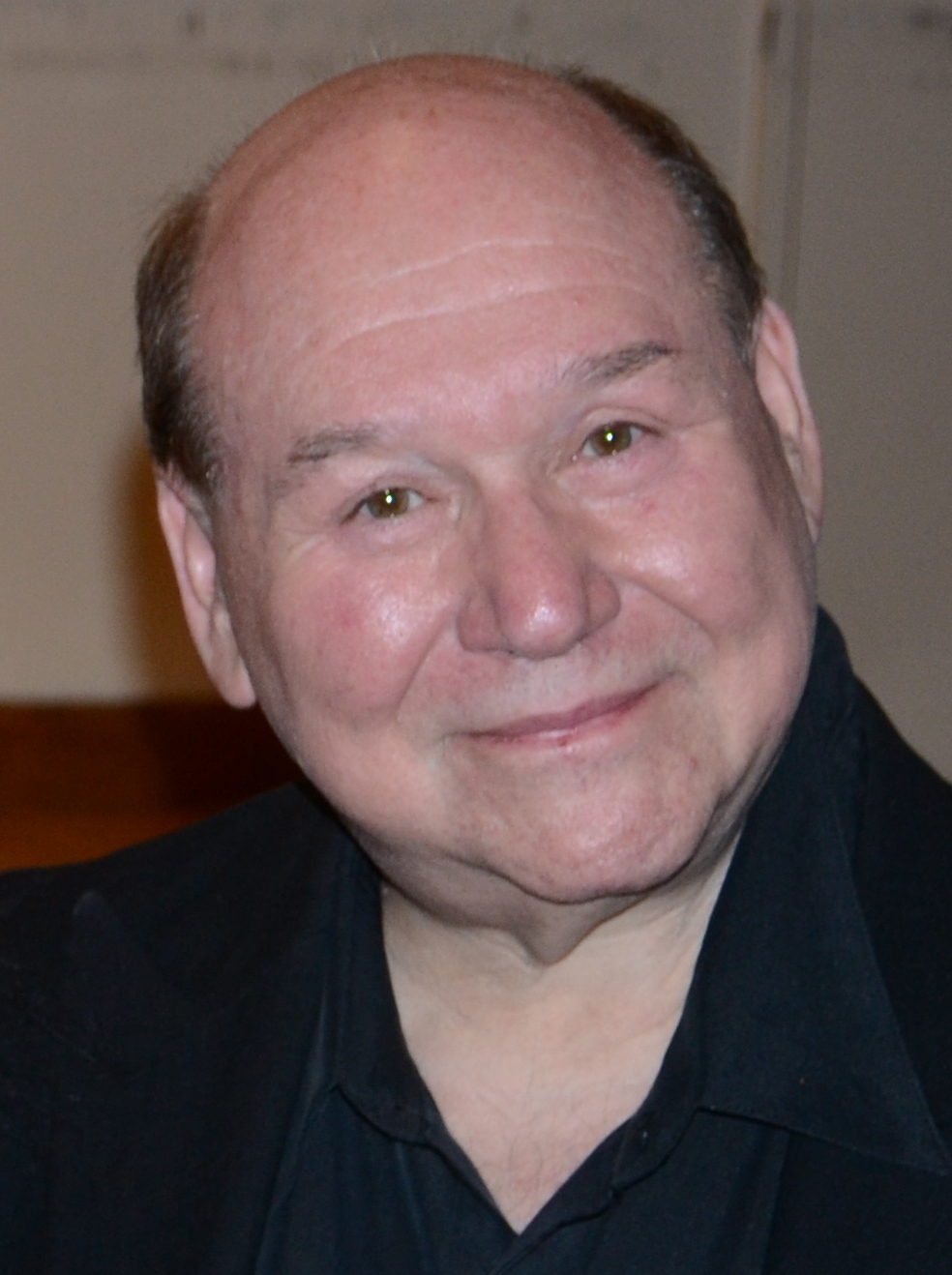
Paul Hoffert (* 1943)
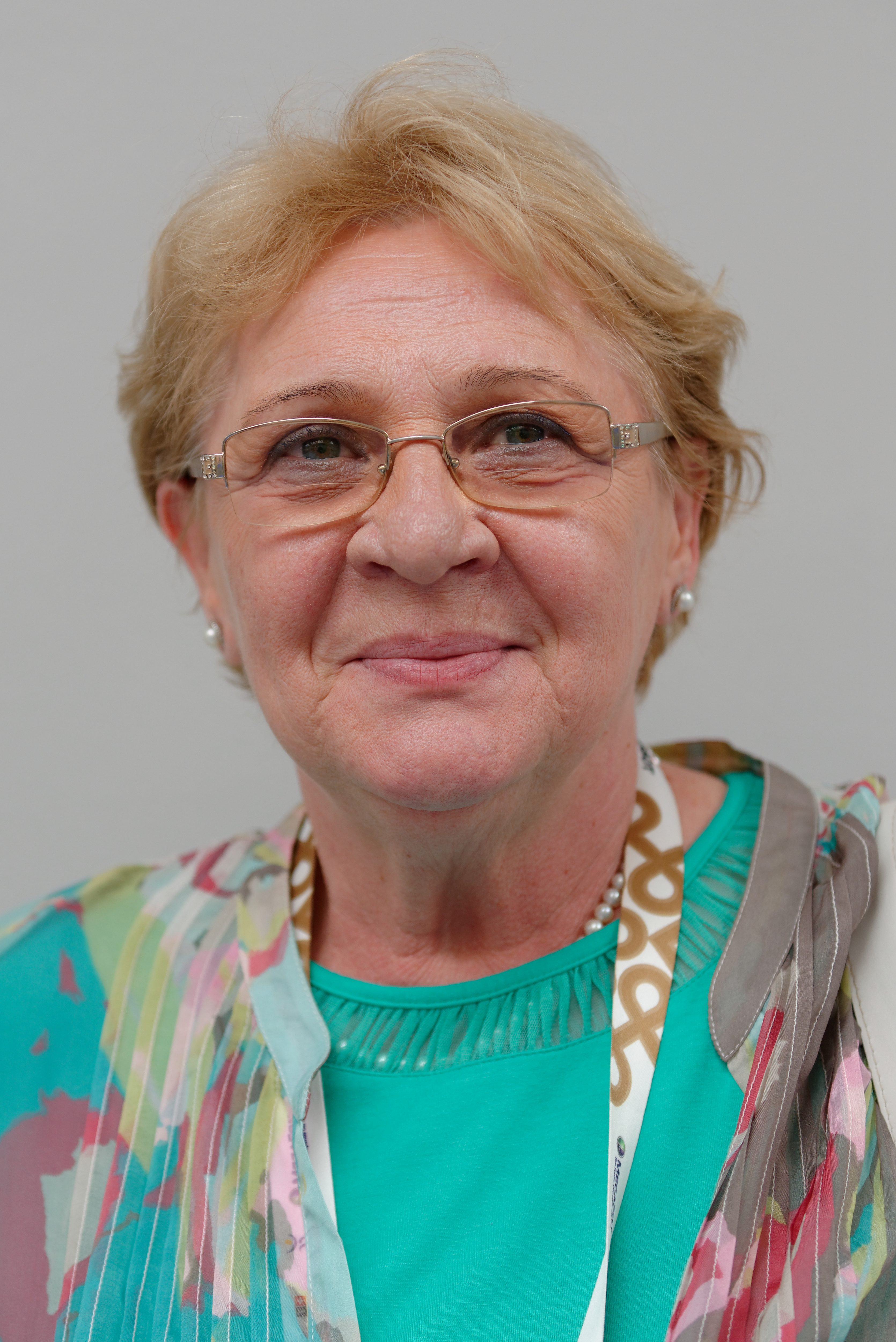
Ana Pascu (* 1944)

- 1927: Gordon Astall, englischer Fußballspieler
- 1927: Barbara Cramer-Nauhaus, deutsche Anglistin und Übersetzerin
- 1928: Eric Broadley, britischer Rennfahrer, Fahrzeugkonstrukteur und Unternehmer
- 1928: Georges Eggenberger, Schweizer Politiker
- 1929: Serge Garant, kanadischer Komponist und Dirigent
- 1929: Carlo Ubbiali, italienischer Motorradrennfahrer
- 1930: Antonio Saura, spanischer Maler
- 1931: Ernst Degner, deutscher Motorradrennfahrer, -weltmeister
- 1931: Ladislav Fialka, tschechoslowakischer Pantomime, Schauspieler, Choreograf und Theaterleiter
- 1931: Nello Santi, italienischer Dirigent
- 1931: Fay Weldon, britische Autorin und Feministin
- 1932: Leo Anchóriz, spanischer Schauspieler
- 1933: Leonardo Balada, US-amerikanischer Komponist spanischer Herkunft
- 1933: Jesco von Puttkamer, deutscher Wissenschaftler und Buchautor
- 1934: Akira Abe, japanischer Schriftsteller
- 1934: Ayla Erduran, türkische Violonistin
- 1934: Ornella Vanoni, italienische Sängerin und Schauspielerin
- 1935: Victor Hendrix, deutscher Ruderer
- 1938: Karl Brunner, deutscher Ethnologe
- 1938: David Gorsuch, US-amerikanischer Skirennläufer
- 1940: Edward Bogusławski, polnischer Komponist und Musikpädagoge
- 1940: Anna Karina, dänisch-französische Schauspielerin
- 1941: Roger Mandeville, US-amerikanischer Autorennfahrer
- 1941: Catherine Ribeiro, französische Chansonsängerin
- 1941: Cesare Salvadori, italienischer Säbelfechter
- 1942: Ole Anderson, US-amerikanischer Wrestler und Manager
- 1942: Wen-Hsiung Li, US-amerikanischer und taiwanesischer  Genetiker, Evolutionsbiologe
- 1942: Giuseppe Ros, italienischer Boxer
- 1942: Marlena Shaw, amerikanische Jazzsängerin
- 1943: R. J. Q. Adams, US-amerikanischer Historiker, Autor und Geschichtsschreiber
- 1943: Paul Hoffert, kanadischer Komponist, Pianist, Vibraphonist und Musikpädagoge
- 1944: Maurice Arbez, französischer Skispringer und Skisprungfunktionär
- 1944: Gail Bowen, kanadische Schriftstellerin, Hochschullehrerin und Dramatikerin
- 1944: Ana Pascu, rumänische Fechterin
- 1944: Hannes Rieckhoff, deutscher Manager und Politiker
- 1945: Klaus Achenbach, deutscher Diplomat
- 1945: Ann Christy, belgische Sängerin
- 1945: Ursula Stenzel, österreichische Politikerin
- 1946: Guido Adler, deutscher Mediziner
- 1946: Erhard Grossnigg, österreichischer Unternehmer
- 1947: Dino Crescentini, san-marinesischer Bobfahrer und Automobilrennfahrer
- 1947: Betty Wishart, US-amerikanische Komponistin
- 1948: Suzanne Lacasse, kanadische Bauingenieurin der Geotechnik
- 1949: Harold Carmichael, US-amerikanischer American-Football-Spieler
- 1949: William L. Enyart Jr., US-amerikanischer Politiker
- 1949: Ludwig Schick, deutscher römisch-katholischer Geistlicher, Erzbischof von Bamberg
- 1950: Max Färberböck, deutscher Filmregisseur
- 1950: Gerd Frähmcke, deutscher Leichtathlet

#### 1951–1975

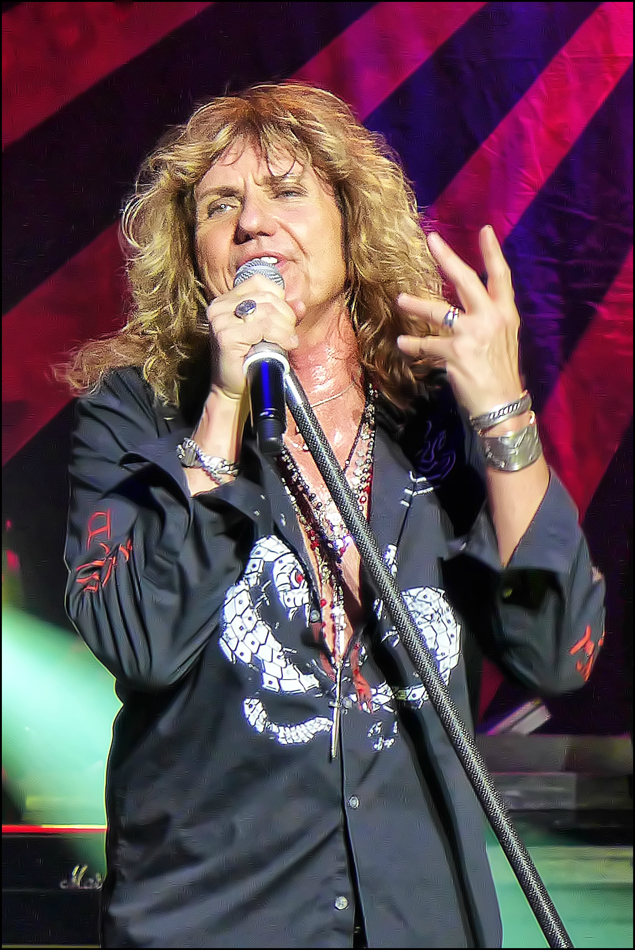
David Coverdale (* 1951)

- 1951: David Coverdale, britischer Sänger
- 1951: Wolfgang Petry, deutscher Schlagersänger und Liedermacher
- 1952: Lutz Rathenow, deutscher Lyriker und Prosaautor
- 1953: Richard Fairbrass, britischer Sänger
- 1953: Ségolène Royal, französische Politikerin
- 1953: Tomasz Wójtowicz, polnischer Volleyballspieler
- 1954: Uwe Lyko, deutscher Kabarettist und Komiker
- 1954: Brigitte Walbrun, deutsche Schauspielerin
- 1955: Lilo Wanders, deutscher Schauspieler und Travestiekünstler
- 1956: Debby Boone, US-amerikanische Sängerin
- 1956: André Van den Steen, belgischer Radsportler

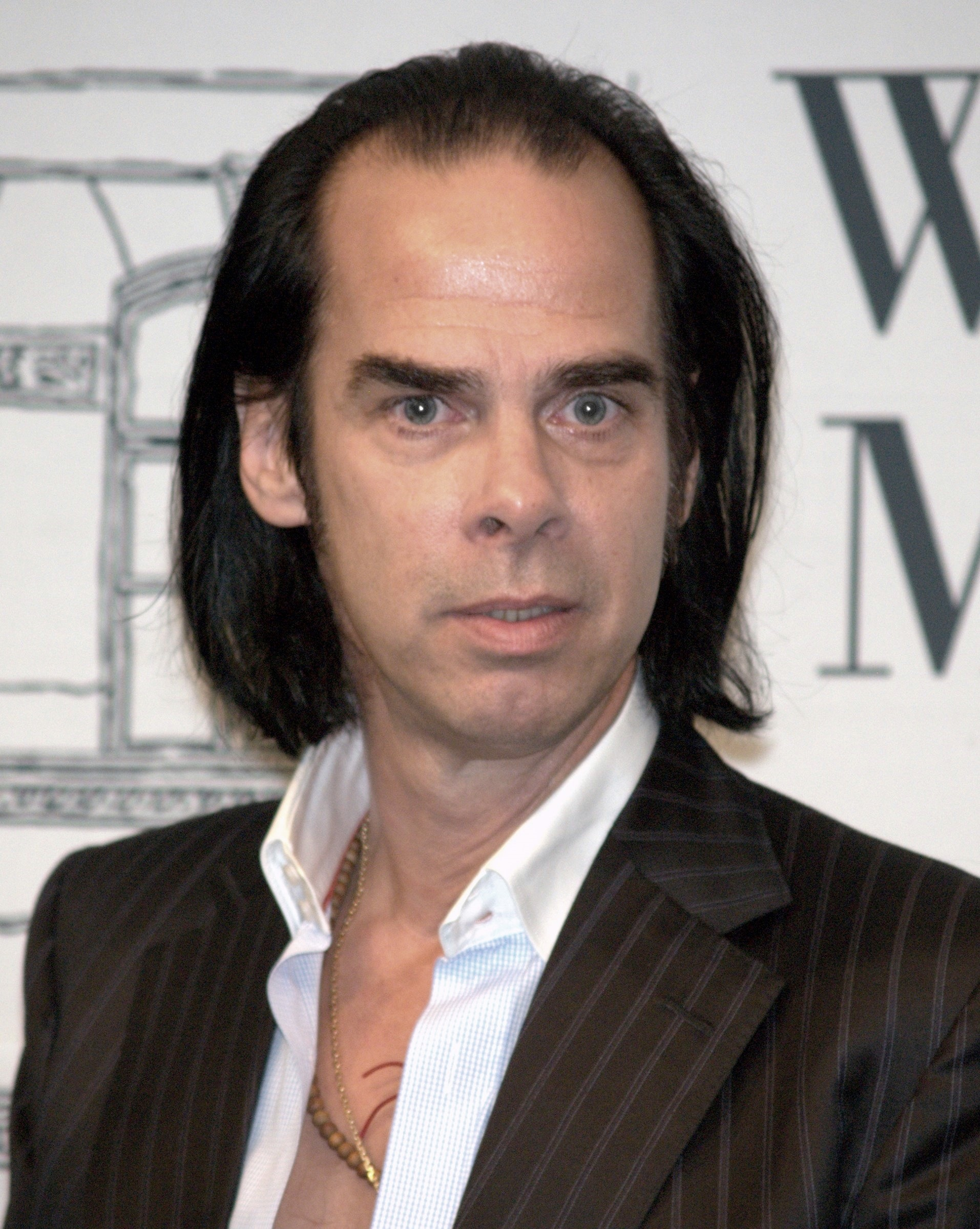
Nick Cave (* 1957)

- 1957: Nick Cave, australischer Musiker
- 1957: Giuseppe Saronni, italienischer Radrennfahrer
- 1957: Thomas Stritzl, deutscher Politiker, MdL, MdB
- 1958: Andrea Bocelli, italienischer Tenor
- 1958: Kerstin Gähte, deutsche Schauspielerin
- 1958: Joan Jett, US-amerikanische Rock-Sängerin und Songschreiberin
- 1959: Christine Aschenberg-Dugnus, deutsche Politikerin, MdB
- 1959: Saul Perlmutter, US-amerikanischer Astronom, Nobelpreisträger
- 1960: Jitzchak Herzog, israelischer Rechtsanwalt und Politiker
- 1960: Michael Schramm, deutscher Theologe und Wirtschaftsethiker
- 1961: Scott Baio, US-amerikanischer Schauspieler
- 1961: Bonnie Hunt, US-amerikanische Schauspielerin
- 1961: Catherine Oxenberg, US-amerikanische Schauspielerin
- 1962: Alejandro Abad, spanischer Musiker, Musikproduzent und Komponist
- 1962: Farhad Darya, afghanischer Sänger
- 1962: Andries Jonker, niederländischer Fußballtrainer
- 1963: Phillip McCallen, britischer Motorradrennfahrer
- 1964: Wolfgang Aichholzer, österreichischer Kameramann
- 1964: Paul Bonhomme, britischer Kunstflug- und Verkehrspilot
- 1965: Ernesto Bertarelli, italienisch-schweizerischer Unternehmer
- 1965: Manfred Binz, deutscher Fußballspieler
- 1965: Jörg Sievers, deutscher Fußballspieler

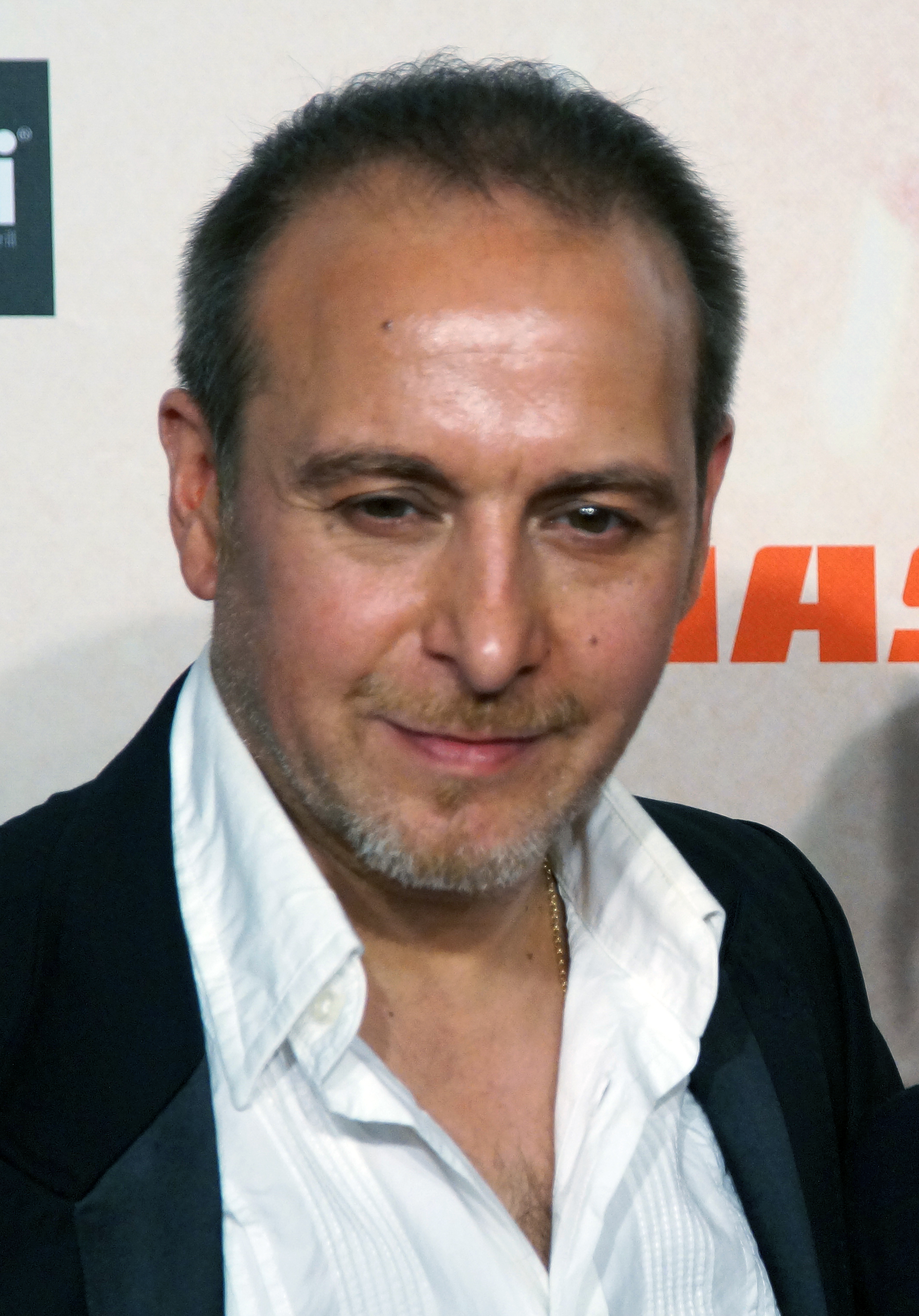
Erdoğan Atalay (* 1966)

- 1966: Erdoğan Atalay, deutscher Schauspieler
- 1966: Hanno Friedrich, deutscher Schauspieler
- 1966: Andrea Kathrin Loewig, deutsche Schauspielerin
- 1967: Hannes Arch, österreichischer Kunstflugpilot
- 1969: Junko Asari, japanische Marathonläuferin
- 1969: Matt Sharp, US-amerikanischer Sänger und Bassist (Weezer)
- 1970: Marc-Kevin Goellner, deutscher Tennisspieler
- 1970: Abraham Olano, spanischer Radrennfahrer
- 1970: Emmanuel Petit, französischer Fußballspieler
- 1971: Chesney Hawkes, britischer Popsänger und Songschreiber

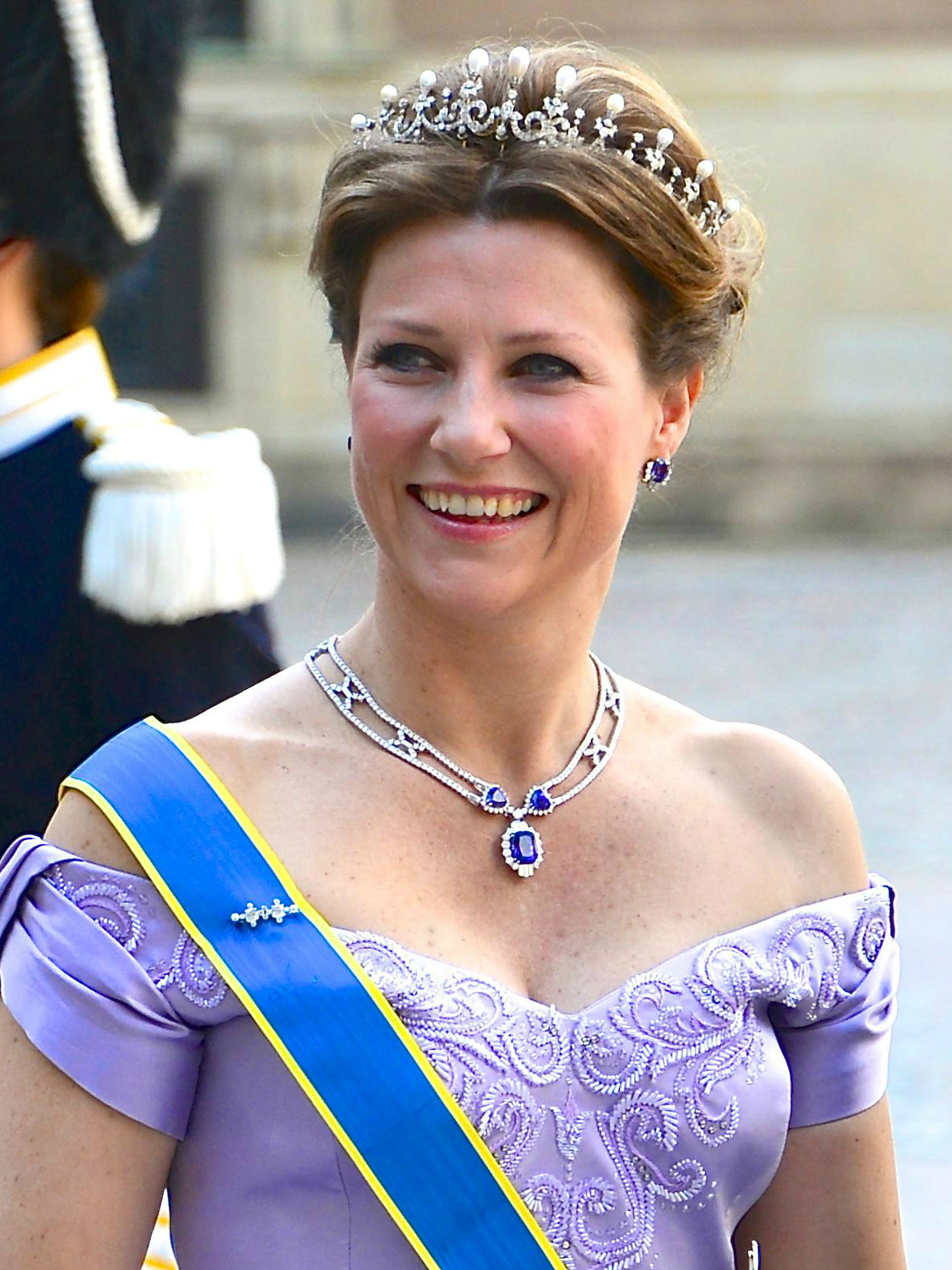
Märtha Louise (* 1971)

- 1971: Märtha Louise, norwegische Prinzessin
- 1971: Roy Präger, deutscher Fußballspieler
- 1973: Annett Davis, US-amerikanische Beachvolleyballspielerin
- 1973: Julia Matijass, russisch-deutsche Judoka
- 1974: Daniel Atienza, spanischer Radrennfahrer
- 1974: Barnaby Metschurat, deutscher Schauspieler
- 1975: Anja Dittmer, deutsche Triathletin
- 1975: Christian Ulmen, deutscher Moderator, Entertainer und Schauspieler

#### 1976–2000

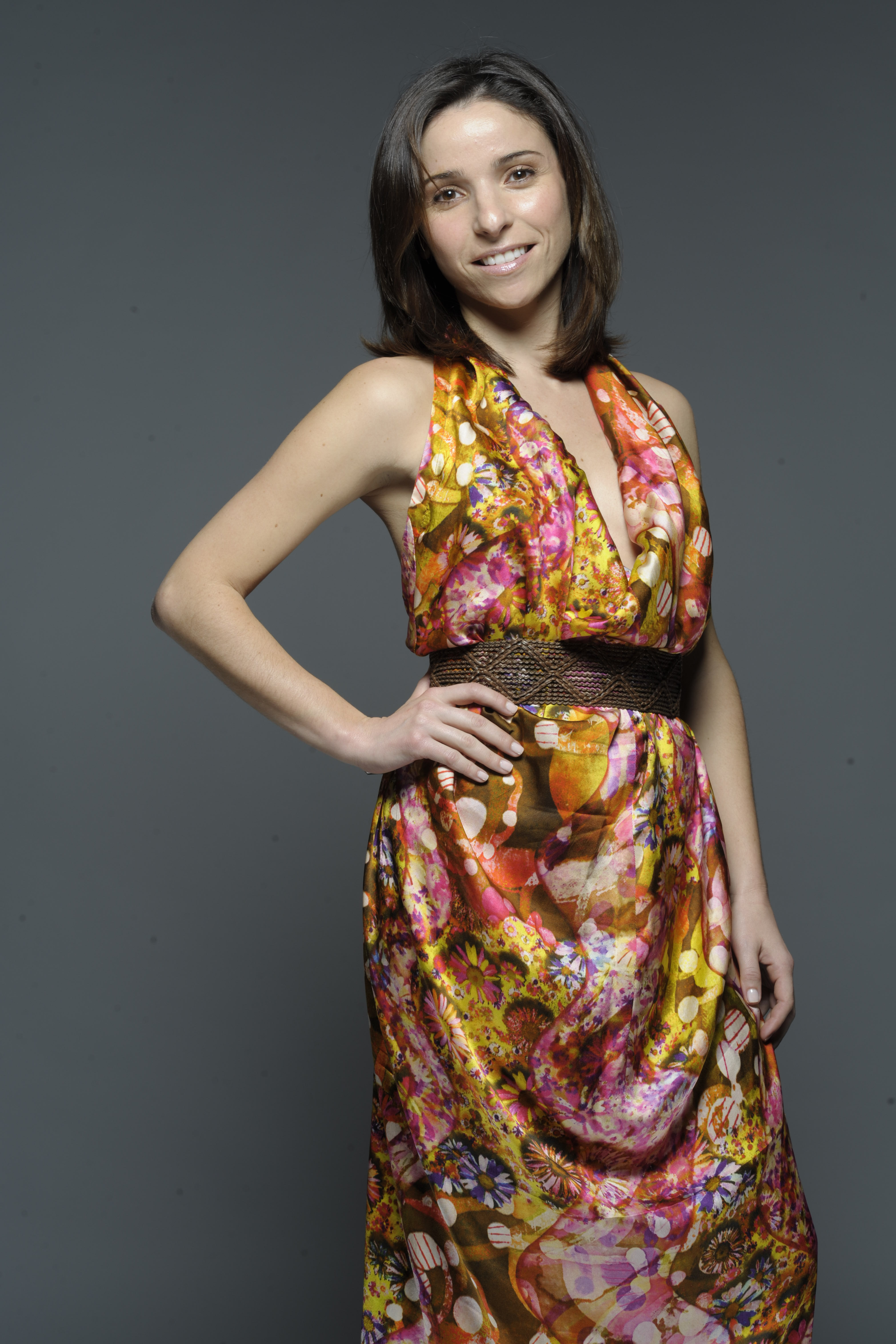
Anabela (* 1976)

- 1976: Anabela, portugiesische Sängerin und Musicaldarstellerin
- 1976: Yannick Pelletier, Schweizer Großmeister im Schach
- 1977: Gabriel Héctor Fernández, argentinischer Fußballspieler
- 1978: Daniella Alonso, US-amerikanische Schauspielerin
- 1978: Timo Jouko Herrmann, deutscher Komponist, Musikwissenschaftler und Dirigent
- 1978: Nico Kemmler, deutscher Fußballspieler und -trainer
- 1978: Volker Schmidt, deutscher Fußballspieler
- 1979: Jeremy Ausmus, US-amerikanischer Pokerspieler
- 1979: Emilie Autumn, US-amerikanische Musikerin
- 1979: Michael Graziadei, US-amerikanischer Schauspieler
- 1980: Timo Antila, finnischer Biathlet
- 1980: Florian Grünberger, österreichischer Politiker
- 1981: Janne Drücker, deutsche Schauspielerin

Willi Gabalier (* 1981)

- 1981: Willi Gabalier, österreichischer Tänzer
- 1981: Michael Thiede, deutscher Handballspieler
- 1982: Kōsuke Kitajima, japanischer Schwimmer
- 1982: Billie Piper, britische Schauspielerin und Sängerin
- 1982: Maarten Stekelenburg, niederländischer Fußballspieler
- 1982: Julie Weißbach, deutsche Künstlerin und Singer-Songwriterin
- 1983: Lavinia Heisenberg, deutsche Physikerin
- 1983: Klaas Heufer-Umlauf, deutscher Moderator und Schauspieler
- 1983: Lindsay Tarpley, US-amerikanische Fußballerin
- 1984: Nazif Hajdarović, bosnischer Fußballspieler
- 1984: Thiago Silva, brasilianischer Fußballspieler

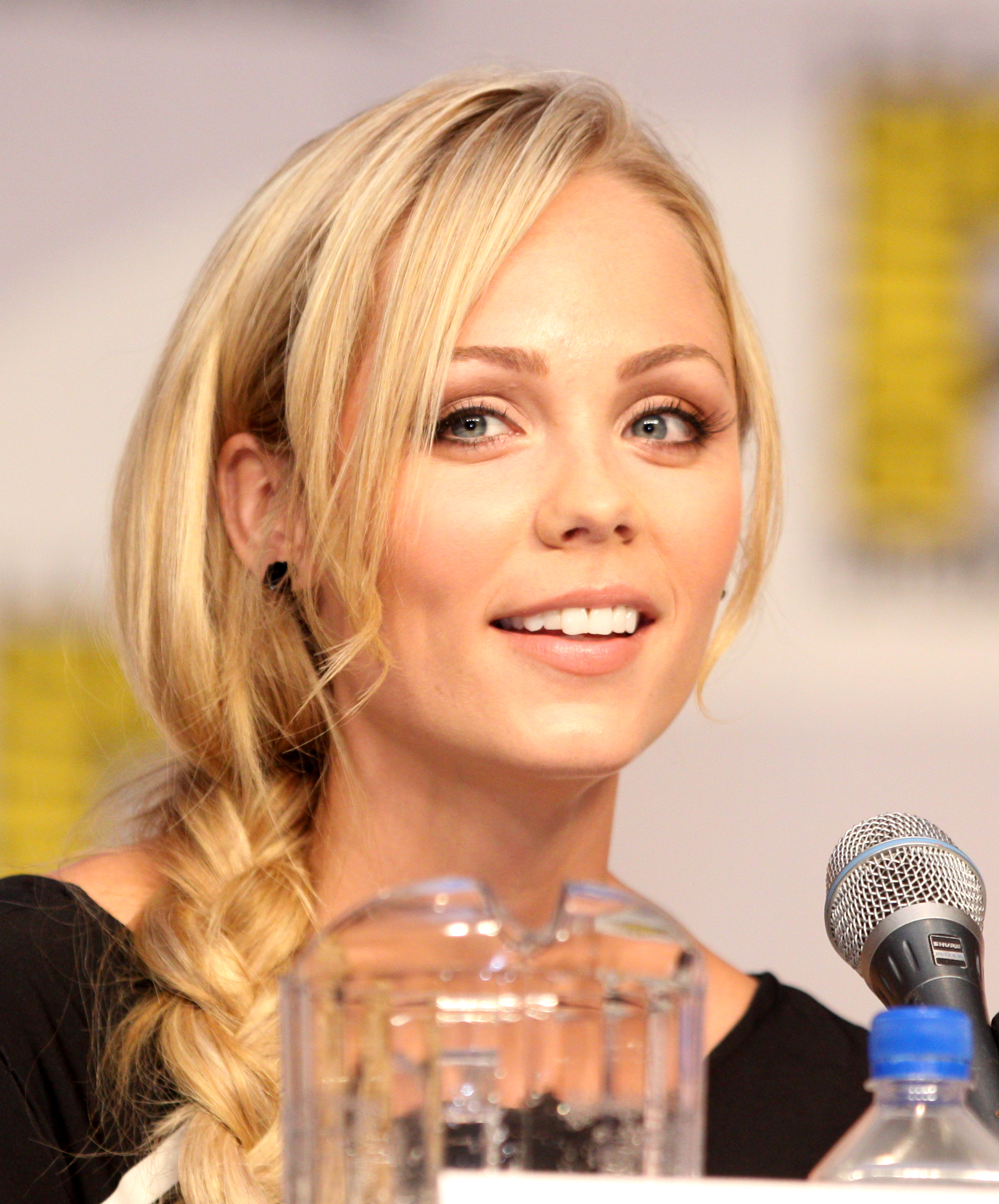
Laura Vandervoort (* 1984)

- 1984: Laura Vandervoort, kanadische Schauspielerin
- 1885: Faris Haroun, belgischer Fußballspieler
- 1985: Tatiana Maslany, kanadische Schauspielerin
- 1985: Thomas Zajac, österreichischer Segler
- 1986: Jan Schult, deutscher Handballspieler
- 1987: Tom Felton, britischer Schauspieler
- 1987: Han Soo-jin, südkoreanische Eishockeyspielerin
- 1987: Tom Hilde, norwegischer Skispringer
- 1987: Zdravko Kuzmanović, serbisch-schweizerischer Fußballspieler

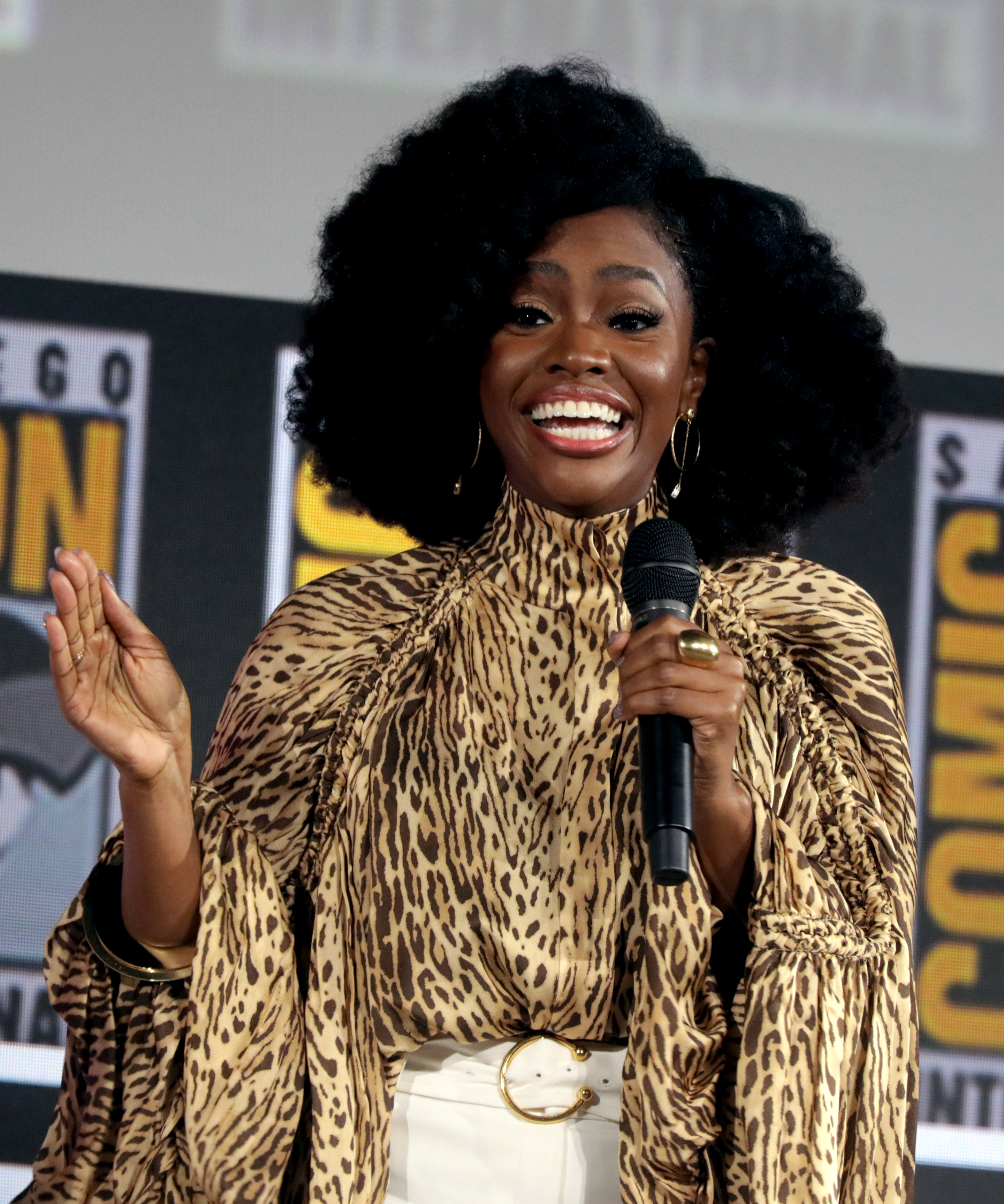
Teyonah Parris (* 1987)

- 1987: Teyonah Parris, US-amerikanische Schauspielerin
- 1988: Uğur Akdemir, türkischer Fußballspieler
- 1988: Nikita Sergejewitsch Andrejew, russischer Fußballspieler
- 1988: Colin Braun, US-amerikanischer Autorennfahrer
- 1988: Nadja Månsson, deutsche Handballspielerin
- 1989: Hyoyeon, südkoreanische Sängerin und Tänzerin

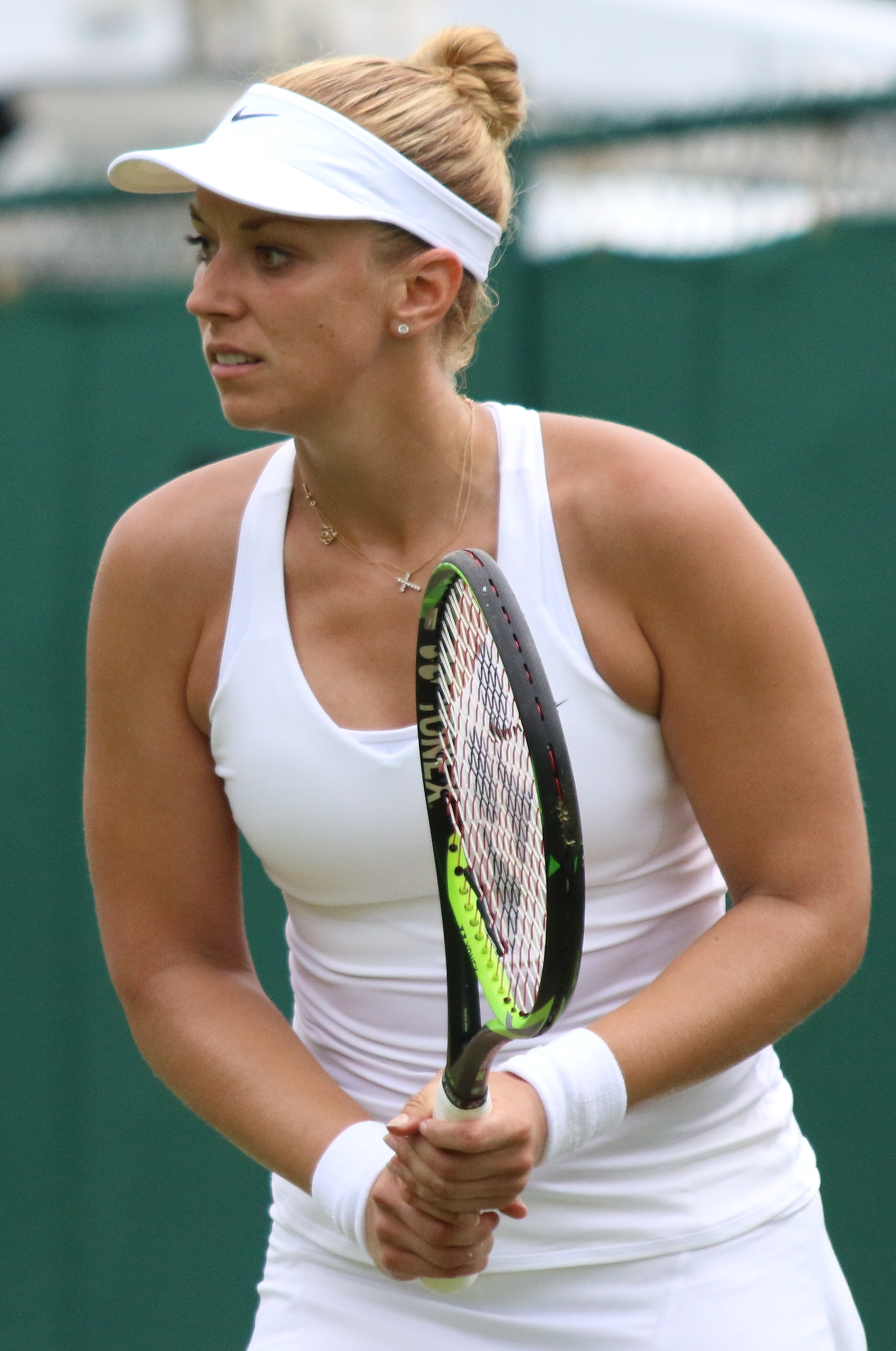
Sabine Lisicki (* 1989)

- 1989: Sabine Lisicki, deutsche Tennisspielerin
- 1989: Benjamin Pranter, österreichischer Fußballspieler
- 1989: Dario Quenstedt, deutscher Handballspieler
- 1990: Peter Ankersen, dänischer Fußballspieler
- 1990: Katrin Flüs, brasilianisch-deutsche Schauspielerin
- 1991: Jan Brosch, deutscher Handballspieler
- 1991: Kamen Chadschiew, bulgarischer Fußballspieler
- 1991: Pascal Martinot-Lagarde, französischer Leichtathlet
- 1992: Fabio Gamberini, brasilianischer Rennfahrer

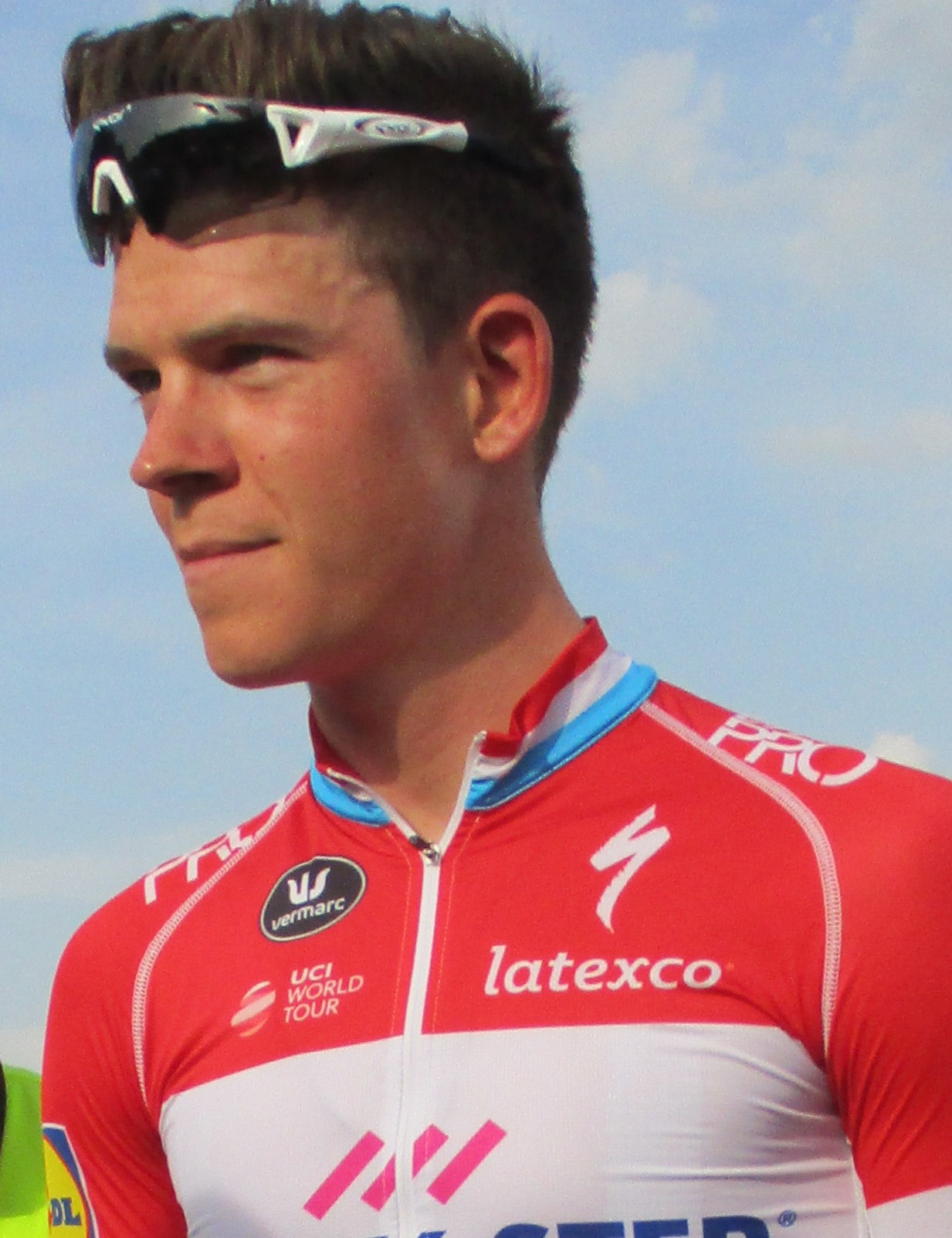
Bob Jungels (* 1992)

- 1992: Bob Jungels, luxemburgischer Radrennfahrer
- 1992: Benedikt Saller, deutscher Fußballspieler
- 1994: Robert Andrich, deutscher Fußballspieler
- 1994: Carina Aulenbrock, deutsche Volleyballspielerin
- 1994: Christopher Lenz, deutscher Fußballspieler
- 1996: Michail Ussow, russisch-moldawischer Biathlet
- 1998: Filippo Conca, italienischer Radrennfahrer
- 1998: Gina Jacobs, deutsche Shorttrackerin
- 1999: Davide Frattesi, italienischer Fußballspieler
- 1999: Alex Vinatzer, italienischer Skirennläufer

### 21. Jahrhundert
- 2001: Ayumu Iwasa, japanischer Automobilrennfahrer
- 2005: Julian Bojko, ukrainischer Snookerspieler

## Gestorben

### Vor dem 16. Jahrhundert
- 0189: He Jin, chinesischer General
- 0852: Abd ar-Rahman II., Emir von Coroba
- 0880: Karlmann, ostfränkischer König und König von Italien
- 0883: Arnold, Bischof von Freising
- 0967: Wichmann II., deutscher Graf in Engern
- 1158: Otto von Freising, Bischof von Freising und Geschichtsschreiber
- 1174: Otto II., Bischof von Konstanz
- 1236: Volkwin von Naumburg zu Winterstätten, Herrenmeister des Schwertbrüderordens
- 1247: William de Ferrers, 4. Earl of Derby, englischer Magnat

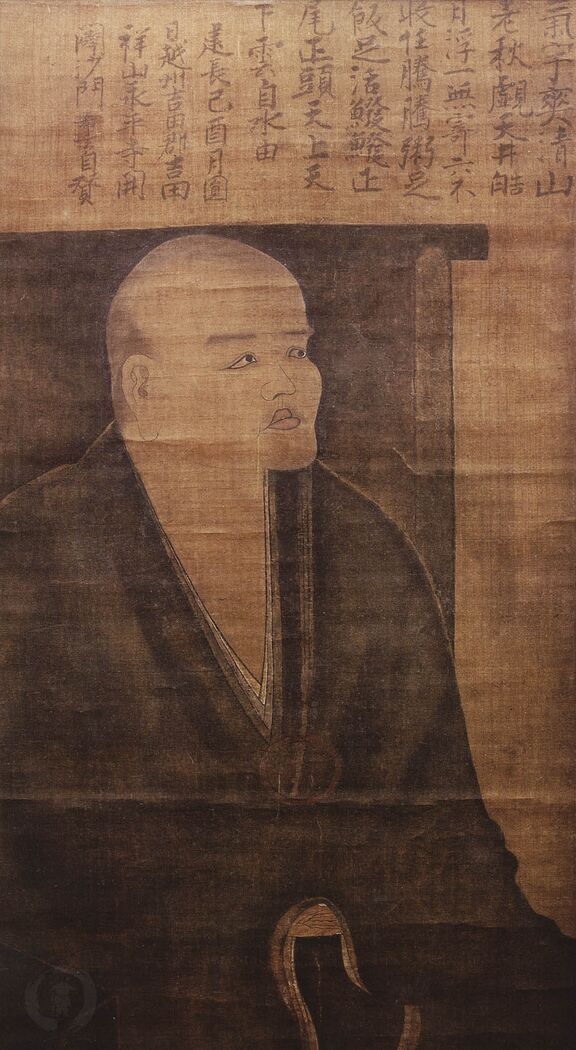
Dōgen († 1253)

- 1253: Dōgen, japanischer Zen-Meister
- 1272: Dietrich II. von Meißen, Bischof von Naumburg
- 1274: Geoffrey de Langley, englischer Ritter
- 1277: Witiko VI. von Rosenberg, böhmischer Adeliger
- 1306: Johannes von Paris, französischer Theologe und Philosoph der Spätscholastik
- 1314: Beatrix von Brandenburg, als Ehefrau Heinrichs II. Fürstin von Mecklenburg
- 1318: Albrecht II., der Fette, Herzog von Braunschweig-Wolfenbüttel-Göttingen
- 1335: Guglielmo II. Tocco, Gouverneur von Korfu
- 1345: Henry of Lancaster, 3. Earl of Lancaster, englischer Adeliger
- 1369: Guido Gonzaga, Graf von Mantua
- 1399: Thomas Mowbray, 1. Duke of Norfolk, Mitglied der Lords Appellant

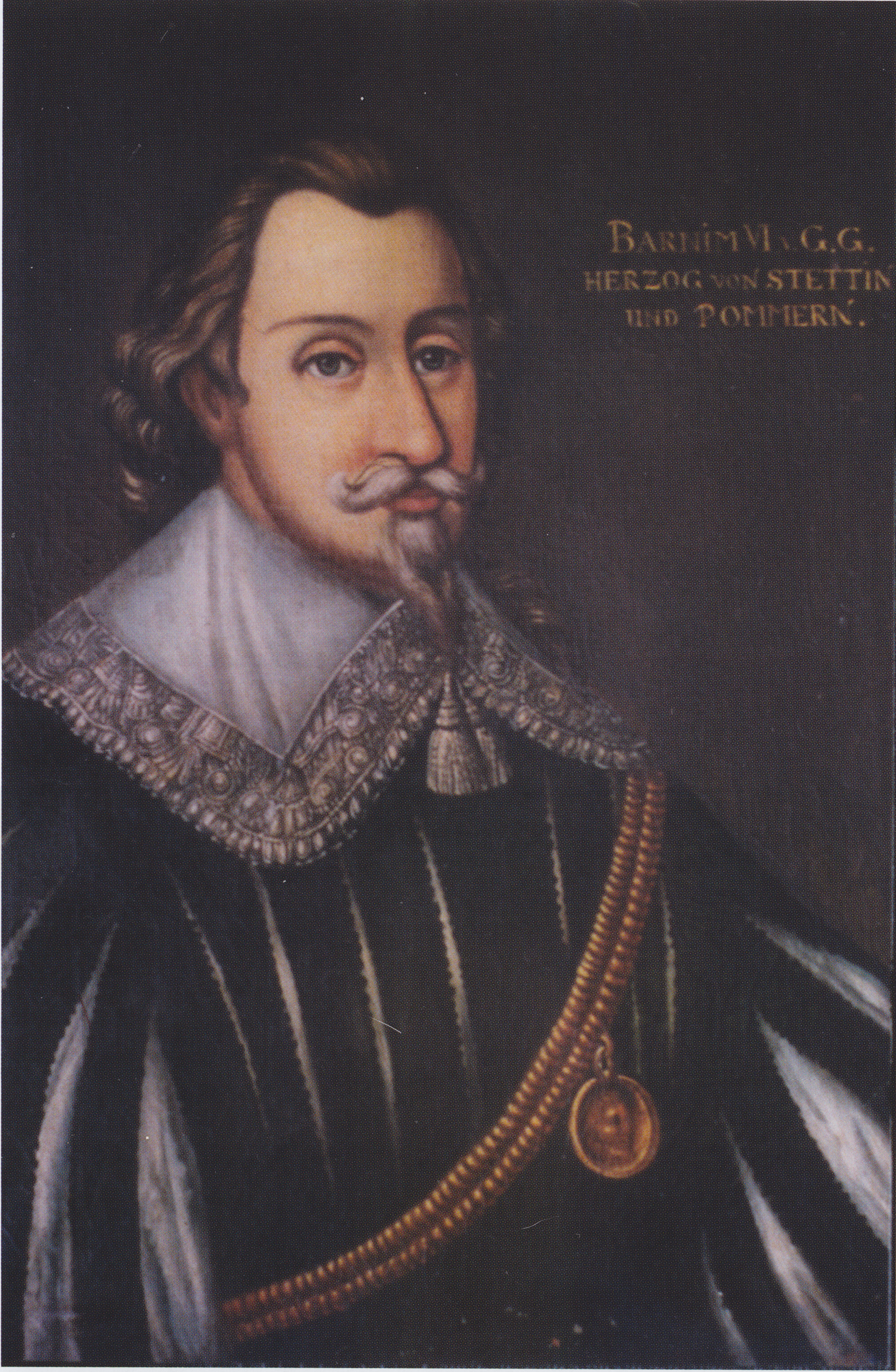
Barnim VI. († 1405)

- 1405: Barnim VI., Herzog zu Wolgast-Demmin und Greifswald
- 1408: Johannes VII., byzantinischer Kaiser
- 1421: Ulrich V. von Neuhaus, böhmischer Adliger, höchster Münzmeister von Böhmen
- 1433: Zweder van Culemborg, Bischof von Utrecht
- 1436: Christoph von Rotenhan, Bischof von Lebus
- 1450: Katharina von Sachsen-Lauenburg, Herzogin zu Mecklenburg
- 1451: Joachim, Herzog von Pommern-Stettin
- 1457: Peter II., Herzog der Bretagne und Graf von Montfort-l'Amaury
- 1482: Philibert I., Herzog von Savoyen

### 16./17. Jahrhundert
- 1519: Johann Mohr von Leun, sächsischer Ministeriale

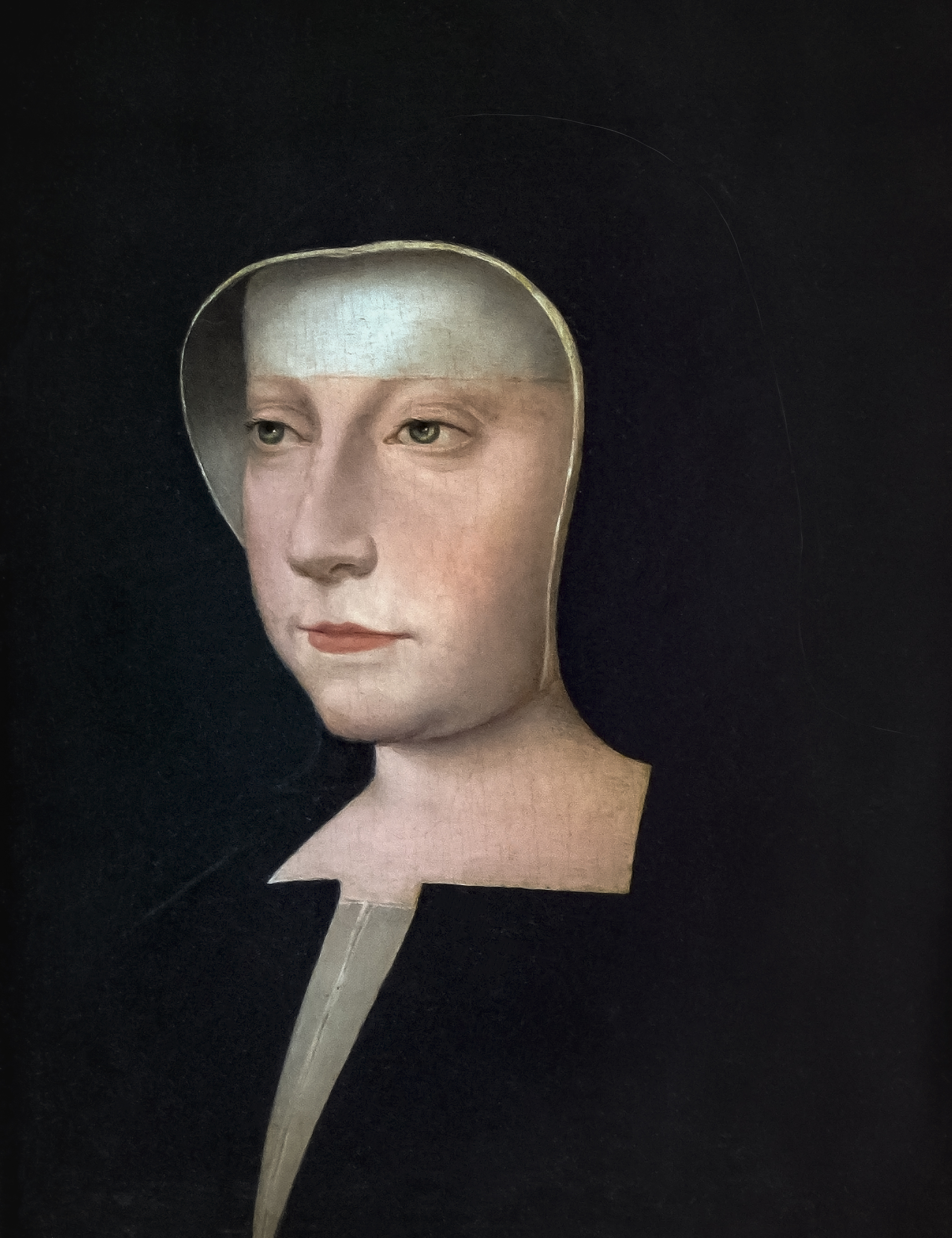
Luise von Savoyen († 1531)

- 1531: Luise von Savoyen, Herzogin von Angoulême und Mutter des französischen Königs Franz I.
- 1541: Lucas Rem, Augsburger Kaufmann und Tagebuchschreiber
- 1551: François III. d’Orléans-Longueville, Pair und Großkammerherr von Frankreich, Herzog von Longueville
- 1566: Johannes Agricola, deutscher Reformator
- 1572: François Clouet, französischer Maler
- 1575: Herbard VIII. von Auersperg, österreichischer Landeshauptmann und Feldherr
- 1576: Walter Devereux, 1. Earl of Essex, englischer Adeliger
- 1595: Francisco Verdugo, spanischer Marschall und Admiral, Statthalter der Spanischen Niederlande
- 1604: Dorothy Stafford, englische Adelige
- 1607: Alessandro Allori, italienischer Maler
- 1611: Pedro de Ribadeneira, spanischer Jesuit
- 1613: Burkhard Leemann, Schweizer evangelischer Geistlicher und Antistes von Zürich
- 1615: Heinrich Petreus, deutscher Jurist und Humanist
- 1631: Federico Borromeo, Erzbischof von Mailand und Kardinal der römisch-katholischen Kirche
- 1631: Heinrich Compenius der Jüngere, deutscher Orgelbauer

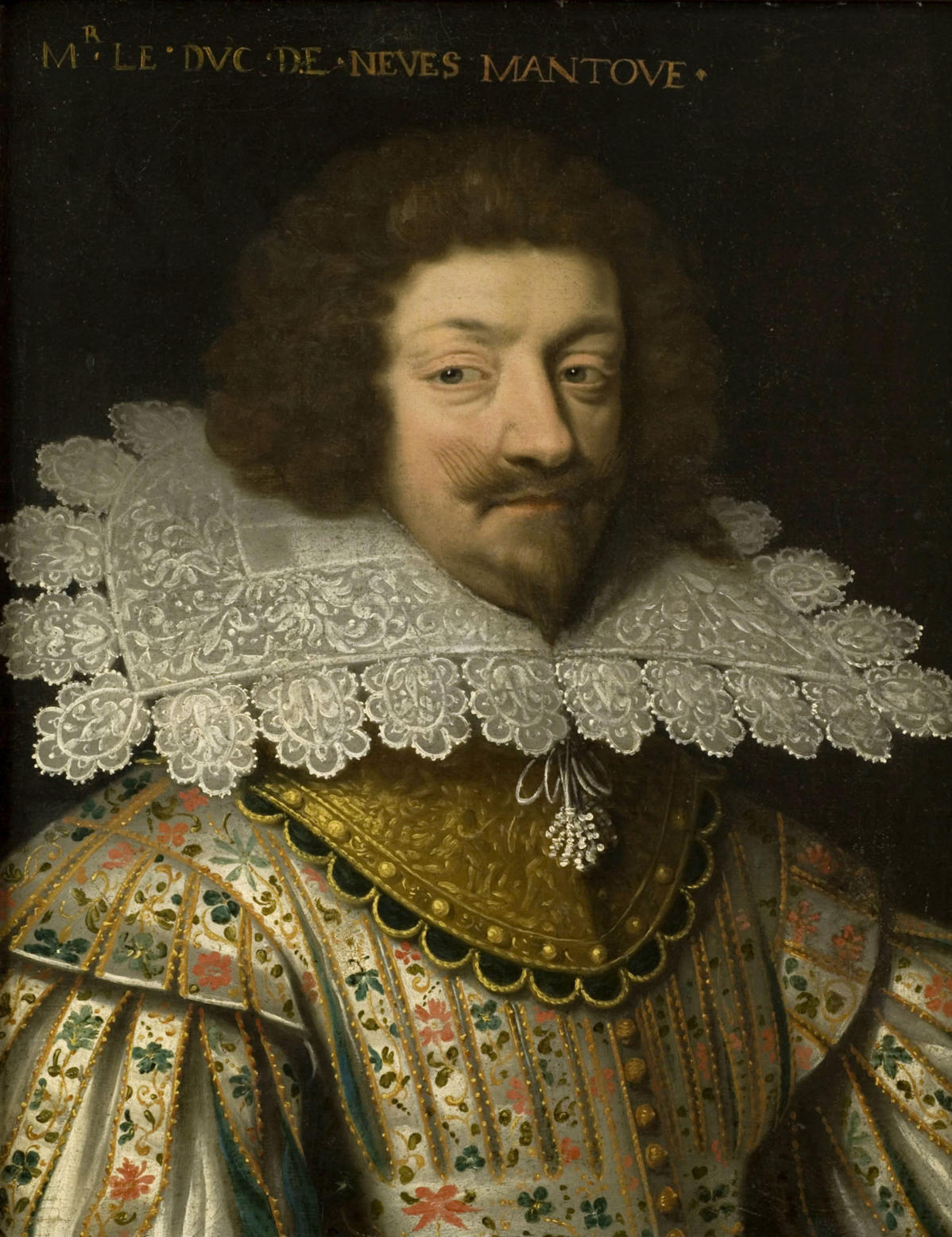
Carlo I. Gonzaga († 1637)

- 1637: Carlo I. Gonzaga, Herzog von Nevers und Rethel
- 1646: Jean-François Nicéron, französischer Mathematiker und Physiker
- 1650: Barthold van Gent, Sprecher der niederländischen Gesandtschaft bei den Westfälischen Friedensverhandlungen
- 1660: Pieter de Ring, niederländischer Maler
- 1661: Christoph Bach, Großvater von Johann Sebastian Bach
- 1674: Gerbrand van den Eeckhout, niederländischer Maler
- 1679: Anna Maria Sterck, Opfer der Hexenverfolgungen in Sigmaringen
- 1691: Johann Georg III., Kurfürst von Sachsen
- 1703: Vincenzo Viviani, Mathematiker und Physiker
- 1705: Melchor Portocarrero Lasso de la Vega, spanischer Kolonialverwalter, Vizekönig von Neuspanien und Peru

### 18. Jahrhundert
- 1709: Iwan Masepa, ukrainischer Hetman
- 1713: Mark Schwaner, deutscher Quäker

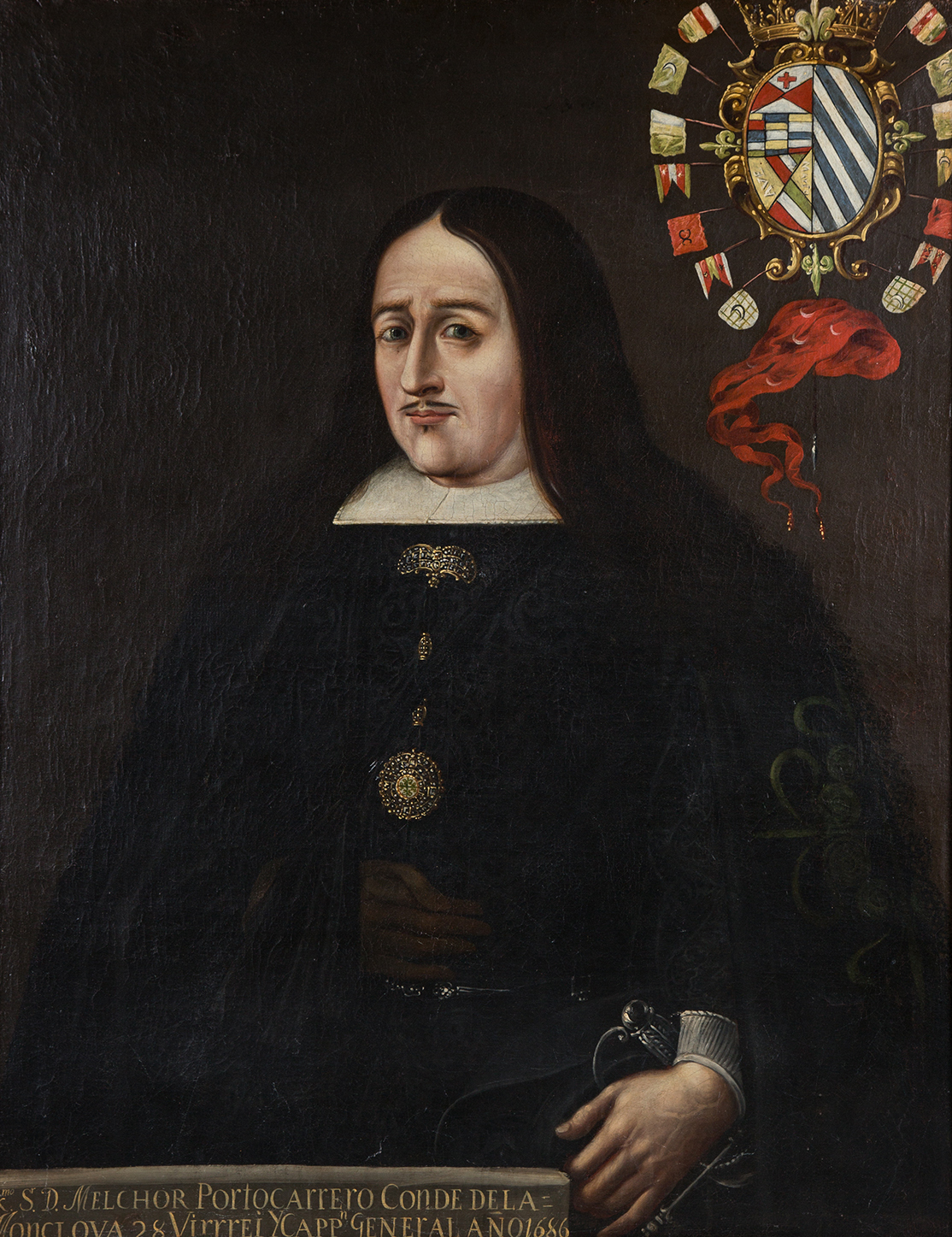
Lorenzo Piccolomini († 1714)

- 1714: Lorenzo Piccolomini, Herzog von Amalfi, Reichsfürst und Grundherr der ostböhmischen Herrschaft Nachod
- 1719: Frans Burman, niederländischer reformierter Theologe
- 1732: Herman Moll, englischer Kupferstecher, Kartograph und Verleger
- 1734: Enno Rudolph Brenneysen, Kanzler Ostfrieslands
- 1737: Francesco Mancini, neapolitanischer Kapellmeister und Komponist
- 1740: Johann Georg Kannhäuser, bayerischer Baumeister und Stuckateur
- 1754: Rudolf Franz Erwein von Schönborn, deutscher Politiker und Diplomat
- 1755: Bernard Stuart, schottischer Benediktiner, Architekt, Mathematiker und Uhrmacher sowie Hofbaumeister in Salzburg
- 1768: Inocențiu Micu-Klein, rumänischer Bischof
- 1774: Clemens XIV., Papst
- 1776: Nathan Hale, US-amerikanischer Revolutionär und Kriegsheld
- 1777: John Bartram, US-amerikanischer Botaniker
- 1786: Augustin Egell, deutscher Bildhauer, Maler und Architekt
- 1796: Franz Joseph Bergmüller, deutscher Kunstschreiner
- 1798: Guy André Pierre de Montmorency-Laval, Marschall von Frankreich

### 19. Jahrhundert

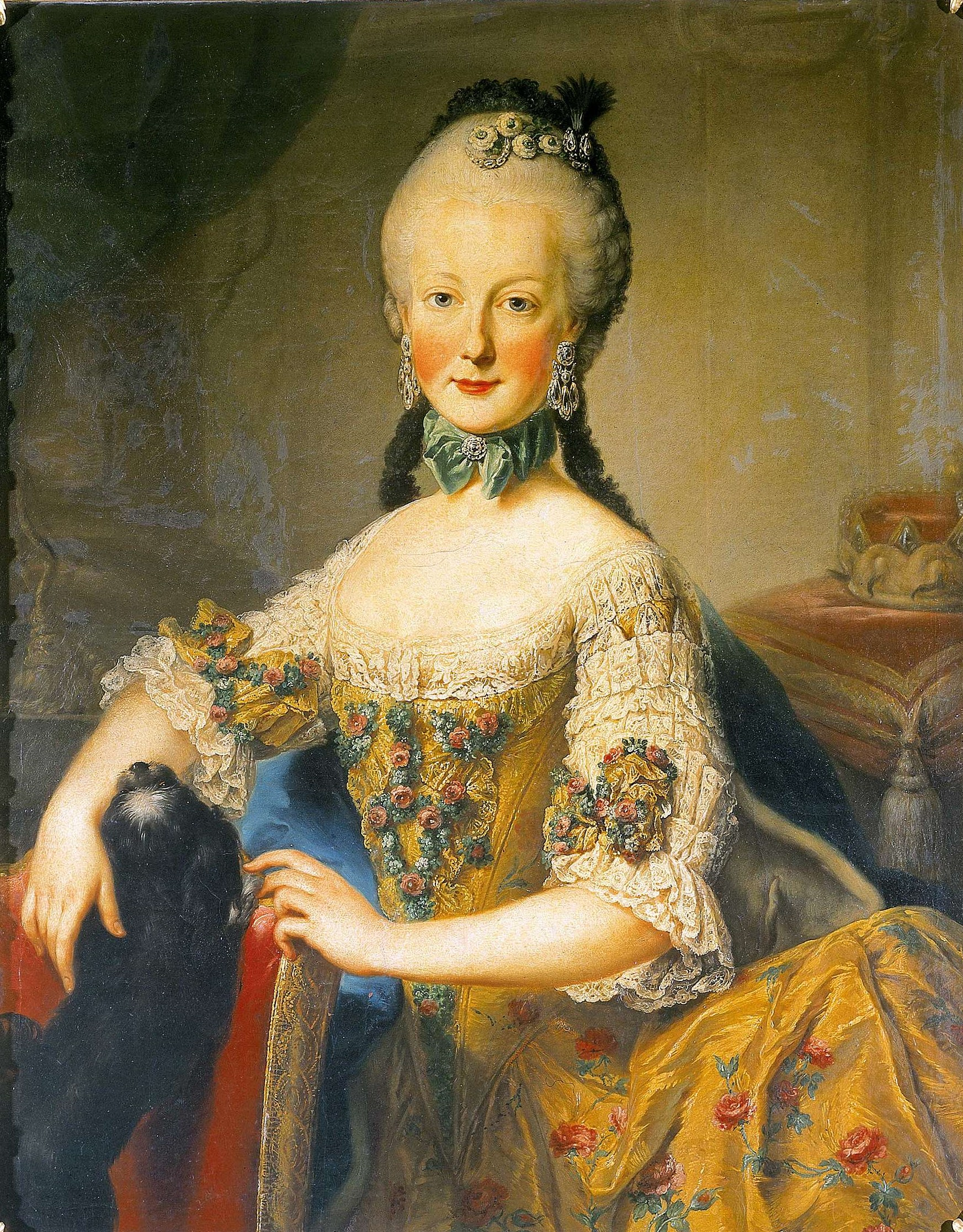
Maria Elisabeth († 1808)

- 1808: Marie Elisabeth, Äbtissin in Innsbruck
- 1813: Rose Bertin, französischer Schneiderin und Hutmacherin
- 1814: Heinrich XLIII., Paragiatsherr von Reuß-Köstritz
- 1814: August Wilhelm Iffland, deutscher Schauspieler, Theaterdirektor und Dramatiker
- 1826: Johann Peter Hebel, deutscher Dichter
- 1828: Shaka, Häuptling der Zulu
- 1828: Valentin Sonnenschein, deutscher Bildhauer, Maler und Stuckateur
- 1835: Sophie von Campenhausen, russische Oberhofmeisterin
- 1840: Augusta Sophia, britisch-hannoveranische Prinzessin
- 1842: Carl von Baerensprung, preußischer Beamter
- 1845: John White, US-amerikanischer Politiker
- 1848: James Dunlop, schottischer Astronom
- 1850: Johann Heinrich von Thünen, deutscher Autor

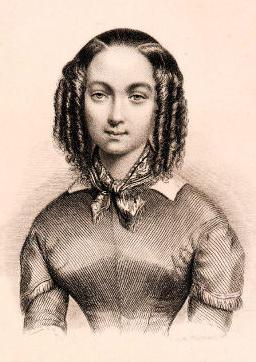
Rose Chéri († 1861)

- 1861: Rose Chéri, französische Schauspielerin
- 1861: Ernst Friedrich Zwirner, deutscher Dombaumeister und Architekt
- 1862: Heinrich Moritz Chalybäus, deutscher Philosoph
- 1873: August Breithaupt, deutscher Mineraloge
- 1873: Friedrich Frey-Herosé, Schweizer Unternehmer, Offizier und Politiker
- 1875: Johann Rudolf Weber, Schweizer Musikpädagoge und Komponist
- 1878: Heinrich Hermann Bothen, deutscher Architekt sowie Ratsbauinspektor, Stadtbaukommissar und Stadtbaumeister
- 1878: Wilhelm Zimmermann, deutscher protestantischer Theologe
- 1883: Georg Christian Friedrich Lisch, deutscher Prähistoriker, mecklenburgischer Altertumsforscher
- 1885: Albert Wessel, Schweizer Jurist und Politiker

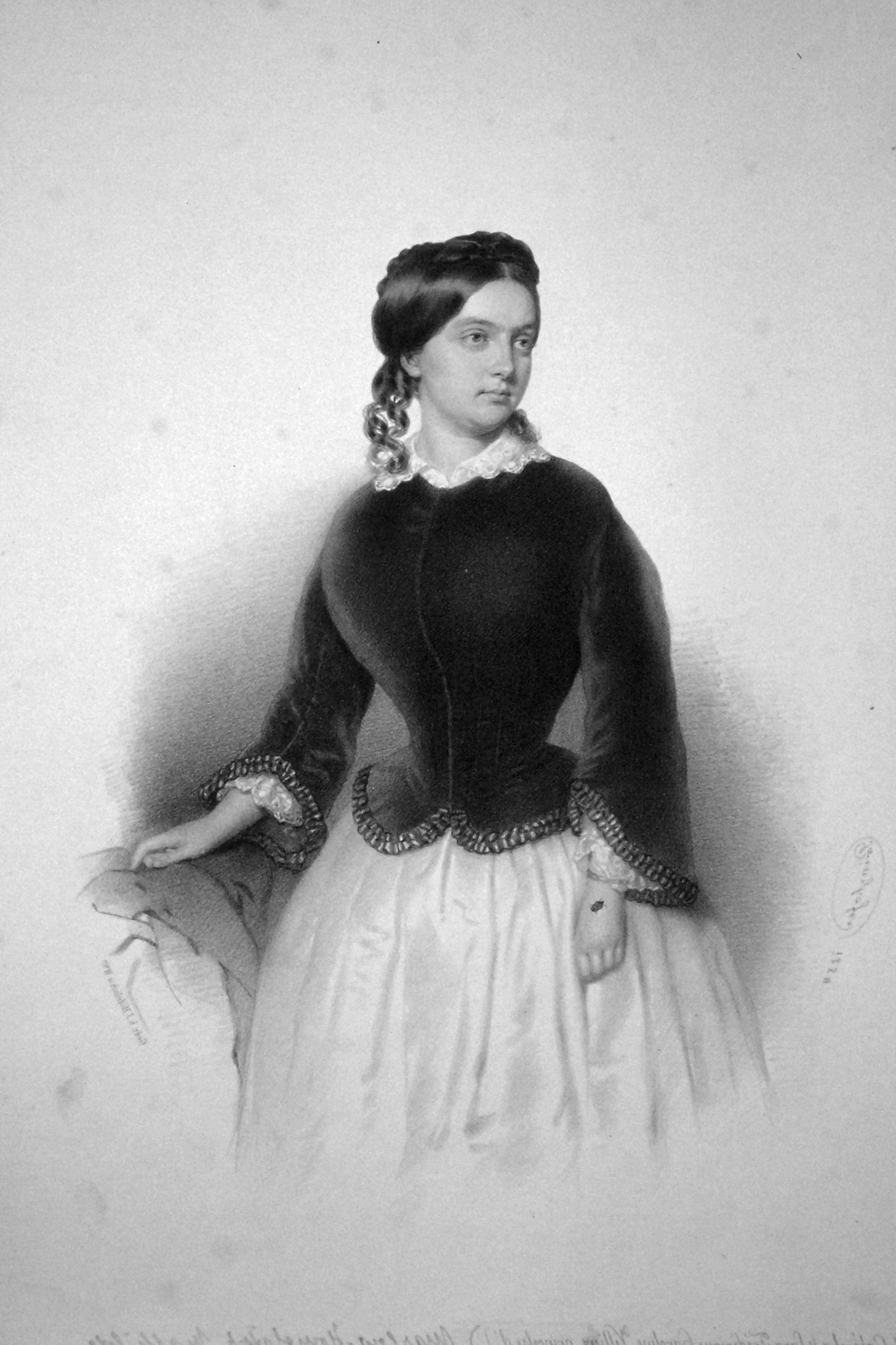
Mathilde von Marlow († 1888)

- 1888: Mathilde von Marlow, österreichische Opernsängerin
- 1895: Martin Hertz, deutscher Altphilologe
- 1897: Charles Denis Bourbaki, französischer General
- 1897: Antônio Conselheiro, brasilianischer sozialer und spiritueller Führer
- 1898: Andreas Arzruni, armenischer Mineraloge

### 20. Jahrhundert

#### 1901–1950
- 1901: Ignacy Maciejowski, polnischer Schriftsteller, Dramatiker und Literaturkritiker

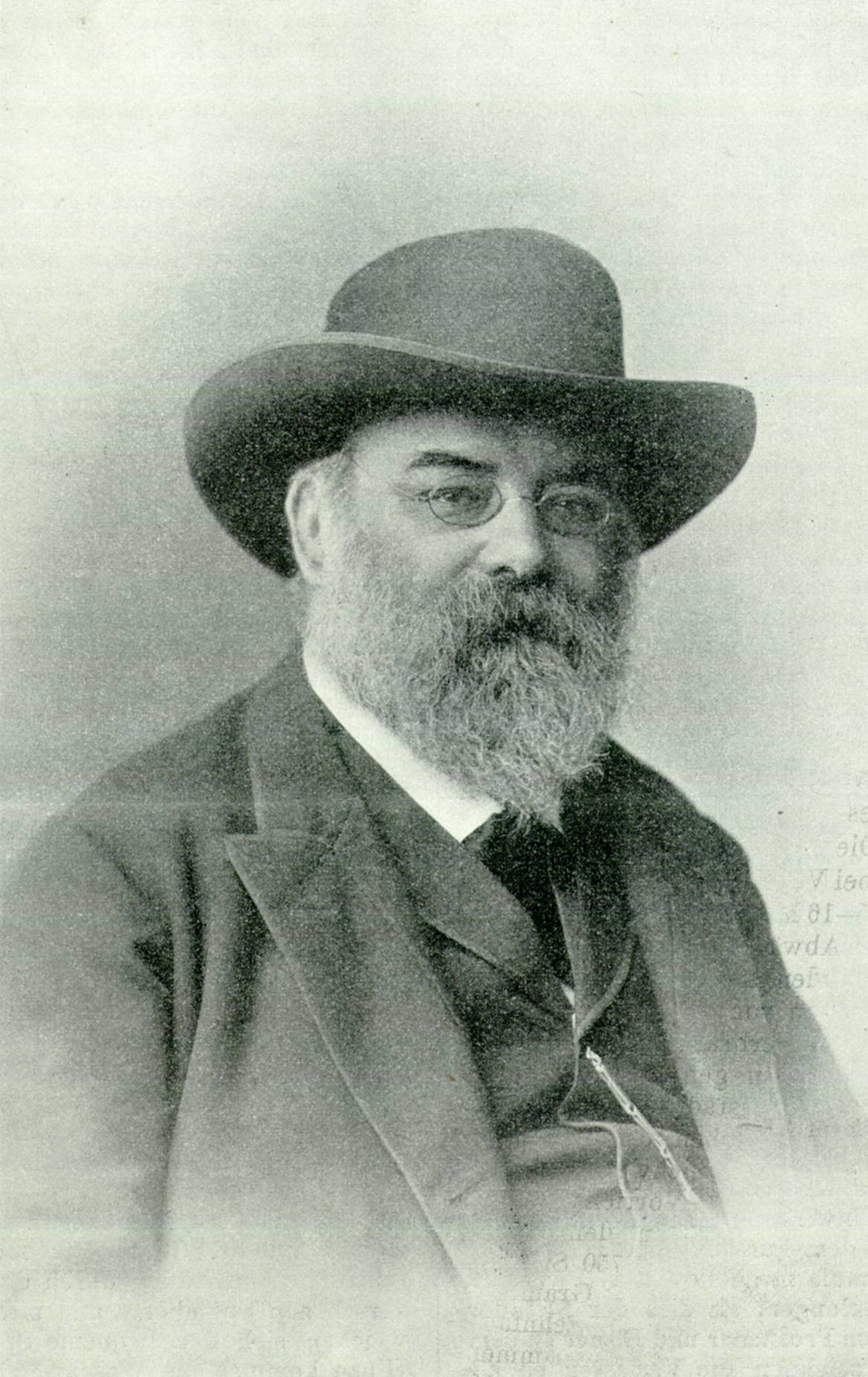
Alexander Linnemann († 1902)

- 1902: Alexander Linnemann, deutscher Architekt, Glasmaler und Kunstgewerbler
- 1906: Jacob A. Ambler, US-amerikanischer Politiker, Mitglied des US-Repräsentantenhauses für den Bundesstaat Ohio
- 1906: Oscar Levertin, schwedischer Schriftsteller
- 1909: Ferdinand Ferber, französischer Offizier und Flugpionier
- 1910: Ali Reza Khan Azod al Molk, iranischer Politiker
- 1914: Alain-Fournier, französischer Schriftsteller
- 1914: Pierre Moriaud, Schweizer Jurist und Politiker
- 1915: Rimma Michailowna Iwanowa, russische Krankenschwester
- 1918: Wilhelm Viëtor, deutscher Sprachwissenschaftler und Neuphilologe
- 1921: Auguste-René Dubourg, französischer Geistlicher, Erzbischof von Rennes
- 1921: Iwan Wasow, bulgarischer Dichter, Schriftsteller, Historiker und Politiker
- 1922: Charles Santley, englischer Opern- und Oratoriensänger
- 1924: Alfred Frey, Schweizer Ökonom und Wirtschaftspolitiker
- 1925: Moritz Heimann, deutscher Schriftsteller und Journalist
- 1929: Ludwig Wendemuth, deutscher Wasserbauingenieur und Baubeamter
- 1933: Gertrud Piter, deutsche Kommunistin, Widerstandskämpferin und Opfer des Nationalsozialismus
- 1935: Hippolyte Lefèbvre, französischer Bildhauer
- 1935: Paul Matting , deutscher Verwaltungsjurist und Mitglied des Preußischen Herrenhauses
- 1935: Carl Schroeder, deutscher Cellist, Komponist, Dirigent sowie Hofkapellmeister

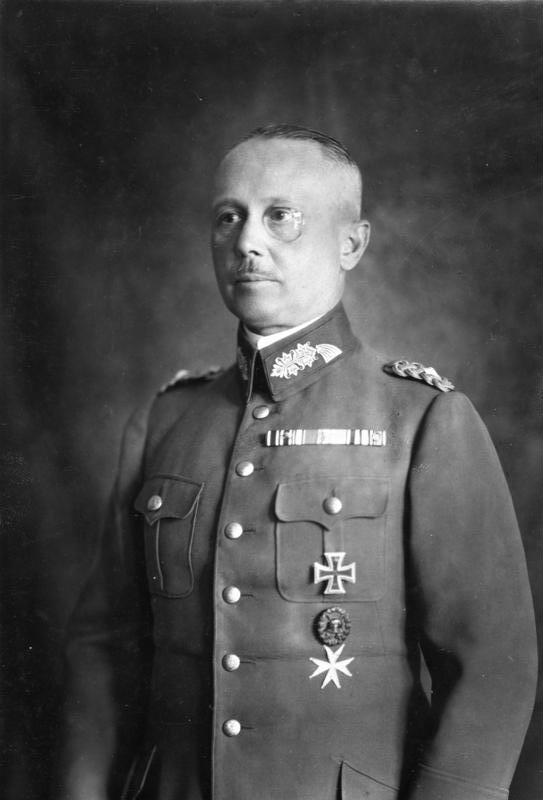
Werner von Fritsch († 1939)

- 1939: Werner von Fritsch, deutscher Offizier
- 1940: Marie Herzfeld, österreichische Schriftstellerin, Literaturkritikerin und Übersetzerin
- 1940: István Thomán, ungarischer Pianist, Komponist und Musikpädagoge
- 1941: Richard Nordhausen, deutscher Dichter und Schriftsteller
- 1942: Isaak Bacharach, deutscher Mathematiker
- 1942: Marta Wolff, deutsche Fotografin, Opfer der Shoah
- 1945: Rudolf Bingel, deutscher Ingenieur und Industrieller
- 1945: Hans Hoppeler, Schweizer Mediziner und Politiker
- 1945: Heinrich Wolfgang Seidel, deutscher Pfarrer und Schriftsteller
- 1946: Lily Klee, deutsche Pianistin
- 1949: Edouard Giroux, französischer Autorennfahrer
- 1949: Sam Wood, US-amerikanischer Filmregisseur

#### 1951–2000
- 1951: Allen Sisson, US-amerikanischer Old-Time-Musiker
- 1953: Léopold Jouguet, französischer Autorennfahrer
- 1956: Frederick Soddy, britischer Chemiker, Nobelpreisträger
- 1958ː Mary Roberts Rinehart, US-amerikanische Schriftstellerin
- 1959: Josef Matthias Hauer, österreichischer Komponist

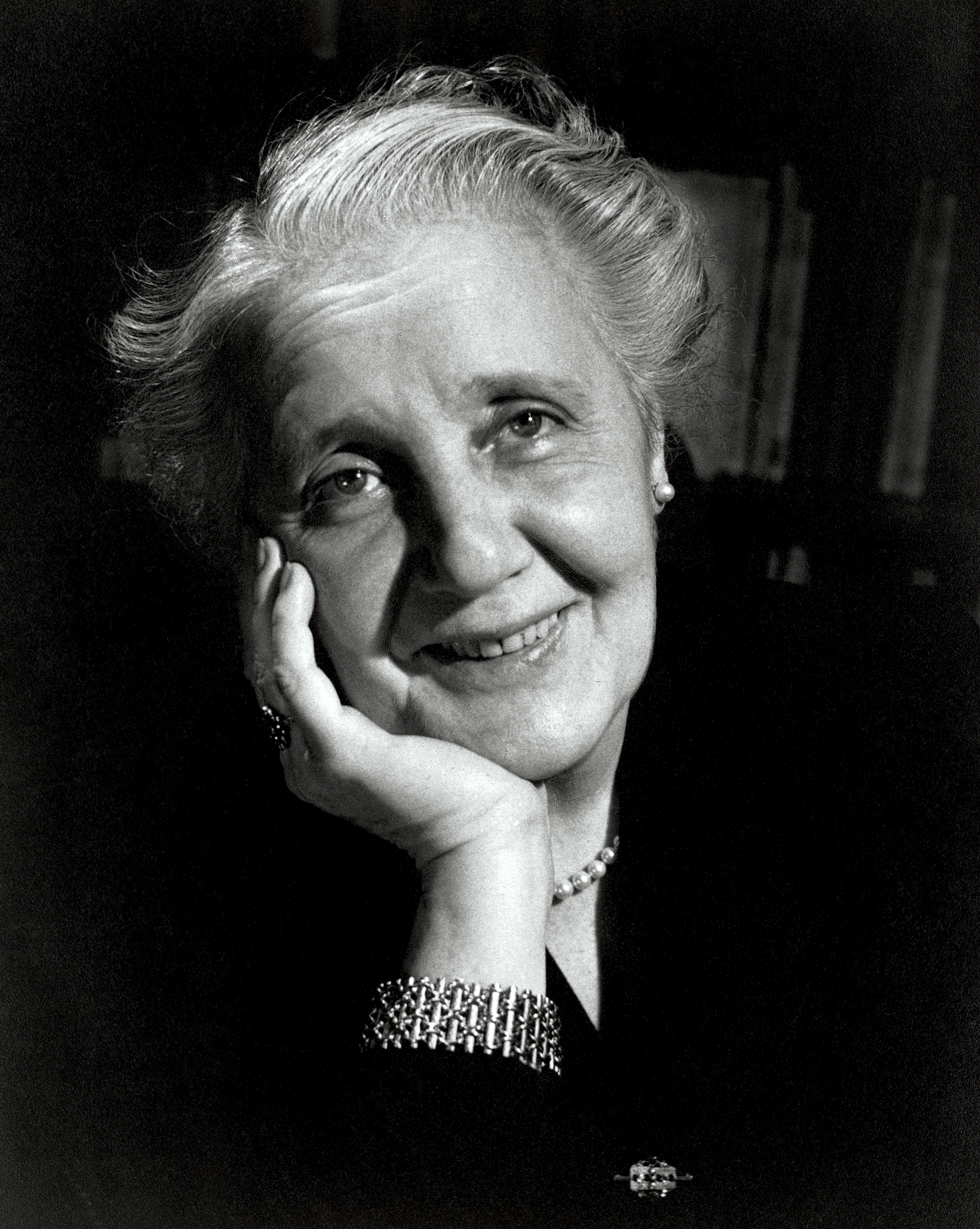
Melanie Klein († 1960)

- 1960: Melanie Klein, österreichisch-britische Psychoanalytikerin
- 1961: Marion Davies, US-amerikanische Schauspielerin
- 1963: Bernadette Cattanéo, französische Kommunistin und Feministin
- 1963: Franz Heinen, deutscher Politiker, MdL, MdB
- 1965: Othmar Ammann, schweizerisch-US-amerikanischer Brückenbauer
- 1967: Harald Quandt, deutscher Industrieller
- 1969: Aleksandras Stulginskis, litauischer Politiker, Staatspräsident
- 1970: Eugen Diesel, deutscher Schriftsteller
- 1970: Erich Ebermayer, deutscher Schriftsteller
- 1970: Lucien Pailler, französischer Autorennfahrer
- 1970: Charles Van Son, belgischer Ruderer
- 1972: Max Dehnert deutscher Komponist, Schriftsteller und Hochschullehrer
- 1973: James Anderson, australischer Tennisspieler
- 1973: Fritz Gersbach, Schweizer Chorleiter und Komponist
- 1976: Samuel Münchow, dänisch-deutscher Politiker, MdL

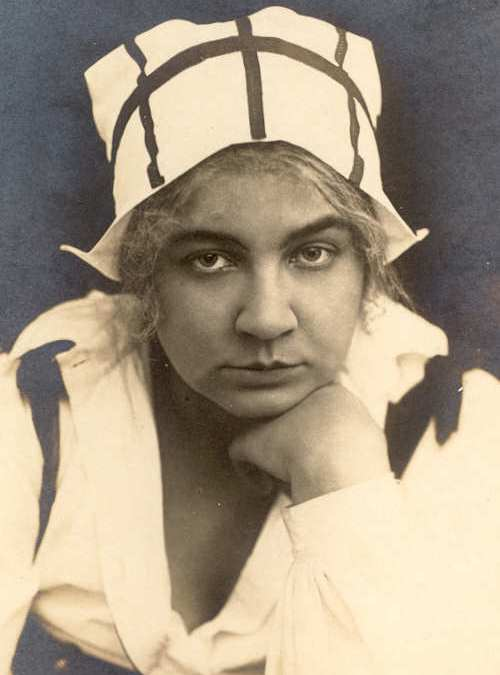
Lina Carstens († 1978)

- 1978: Lina Carstens, deutsche Film- und Theaterschauspielerin
- 1979: Otto Frisch, österreichisch-britischer Physiker
- 1980: Jimmy Bryant, US-amerikanischer Country-Gitarrist
- 1981: Klaus-Jürgen Rattay, deutscher Hausbesetzer
- 1981: Harry Warren, US-amerikanischer Musiker, Komponist und Liedtexter
- 1984: Erwin Assmann, deutscher Historiker
- 1985: Endre Nemes, ungarisch-schwedischer Maler
- 1985: Philippe Pottier, Schweizer Fußballspieler
- 1985: Axel Springer, deutscher Zeitungsverleger, Gründer und Inhaber des Axel-Springer-Verlags
- 1986: József Asbóth, ungarischer Tennisspieler
- 1986: Abdel-Kader Zaaf, algerischer Radrennfahrer
- 1987: Norman Luboff, US-amerikanischer Komponist und Chorleiter
- 1988: Maximilien de Fürstenberg, deutsch-belgischer Geistlicher, vatikanischer Diplomat, Kurienkardinal
- 1988: Rezső Sugár, ungarischer Komponist
- 1989: Carl Anderson, US-amerikanischer Szenenbildner

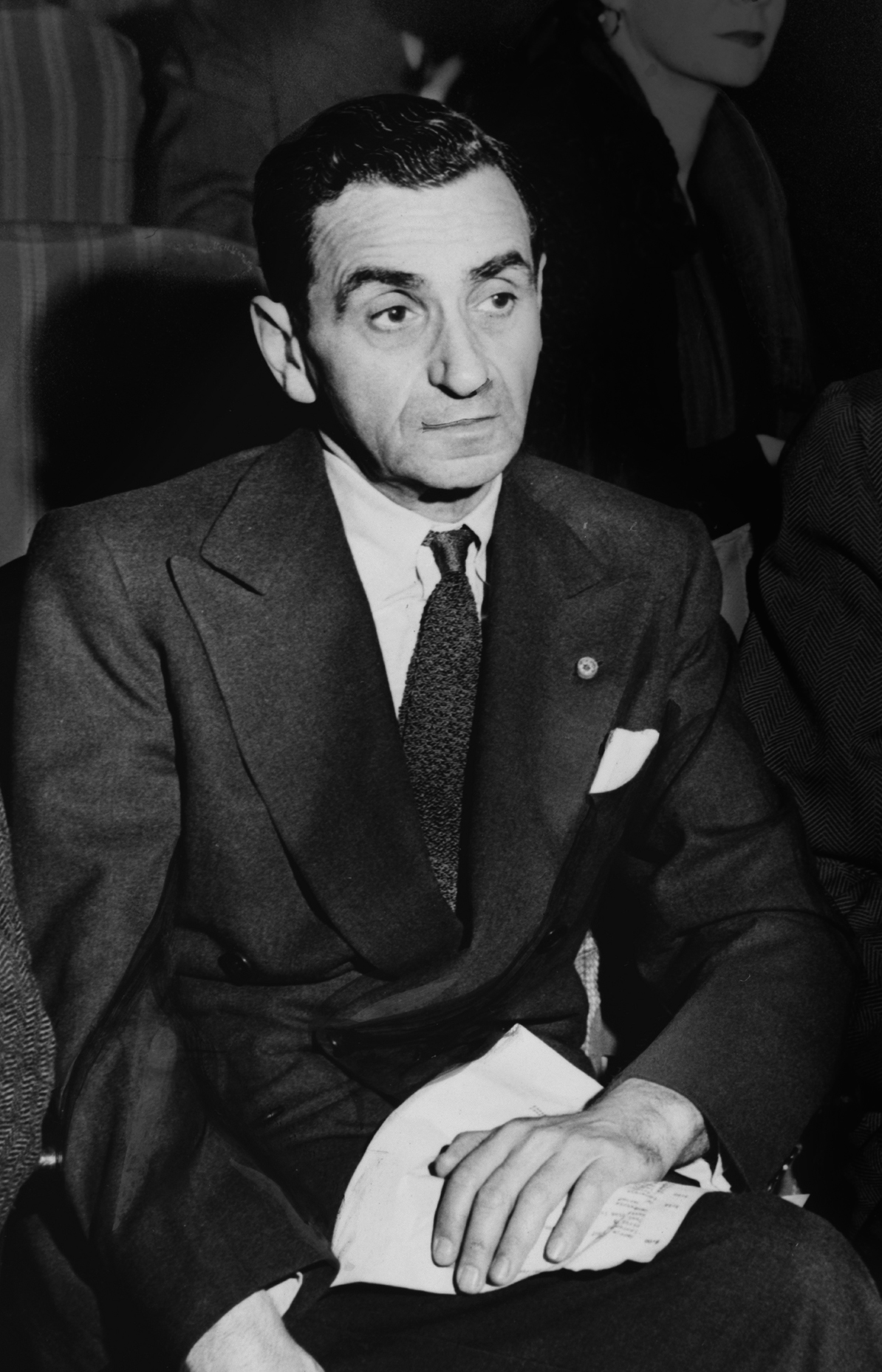
Irving Berlin († 1989)

- 1989: Irving Berlin, US-amerikanischer Komponist
- 1990: Edgar Wasser, deutscher Rapper
- 1991: John Kodwo Amissah, ghanaischer Geistlicher, Erzbischof von Cape Coast
- 1991: Paul Henry Lang, US-amerikanischer Musikwissenschaftler
- 1993: Maurice Abravanel, US-amerikanischer Dirigent
- 1993: Niklaus Meienberg, Schweizer Historiker, Journalist und Schriftsteller
- 1995: Konrad Siebach, deutscher Kontrabassist und Kontrabass-Lehrer
- 1996: Mohamed Ben Ahmed Abdelghani, algerischer Offizier und Politiker, Premierminister
- 1996: Dorothy Lamour, US-amerikanische Schauspielerin
- 1996: József Sir, ungarischer Leichtathlet
- 1997: Beatrice Aitchison, US-amerikanische Mathematikerin
- 1997: Eleonore Kleiber, deutsche Kostümbildnerin
- 1997: Joaquín Mendível, kubanischer Pianist, Arrangeur, Komponist, Orchesterleiter und Musikpädagoge
- 1997: Pierre Petit, französischer Kameramann
- 1998: Helmut Lindemann, deutscher Jurist, Publizist, Übersetzer und Schriftsteller
- 1999: George C. Scott, US-amerikanischer Schauspieler, Regisseur und Produzent
- 2000: Vincenzo Fagiolo, italienischer Geistlicher, Erzbischof von Chieti, Kurienkardinal

### 21. Jahrhundert

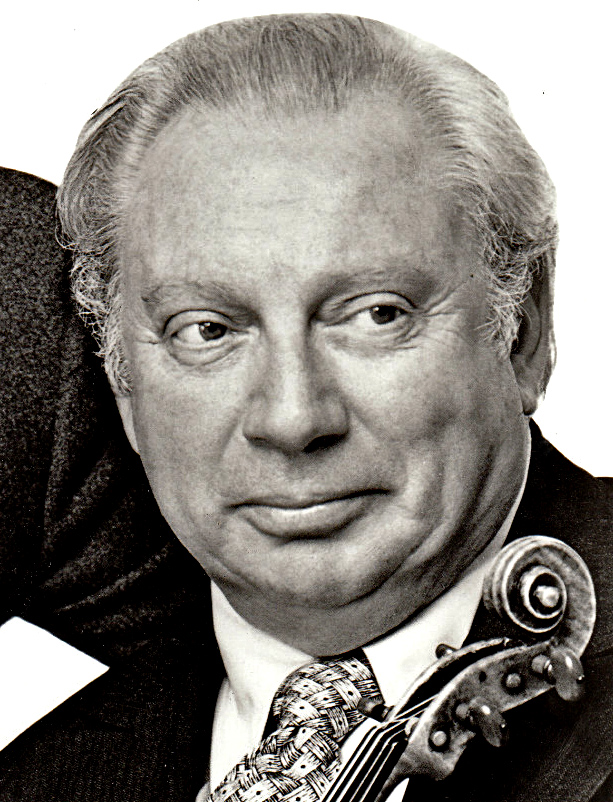
Isaac Stern († 2001)

- 2001: Isaac Stern, US-amerikanischer Violinist
- 2002: Marga Petersen, deutsche Leichtathletin, Olympiamedaillengewinnerin
- 2003: Arturo Ardao, uruguayischer Philosoph, ideengeschichtlicher Historiker und Journalist
- 2003: Wolfgang Peters, deutscher Fußballspieler
- 2004: Pete Schoening, US-amerikanischer Bergsteiger
- 2004: Ray Traylor, US-amerikanischer Wrestler
- 2005: Heimo Erbse, deutsch-österreichischer Komponist und Opernregisseur
- 2005: John Knatchbull, 7. Baron Brabourne, britischer Filmproduzent
- 2007: André Gorz, französischer Sozialphilosoph

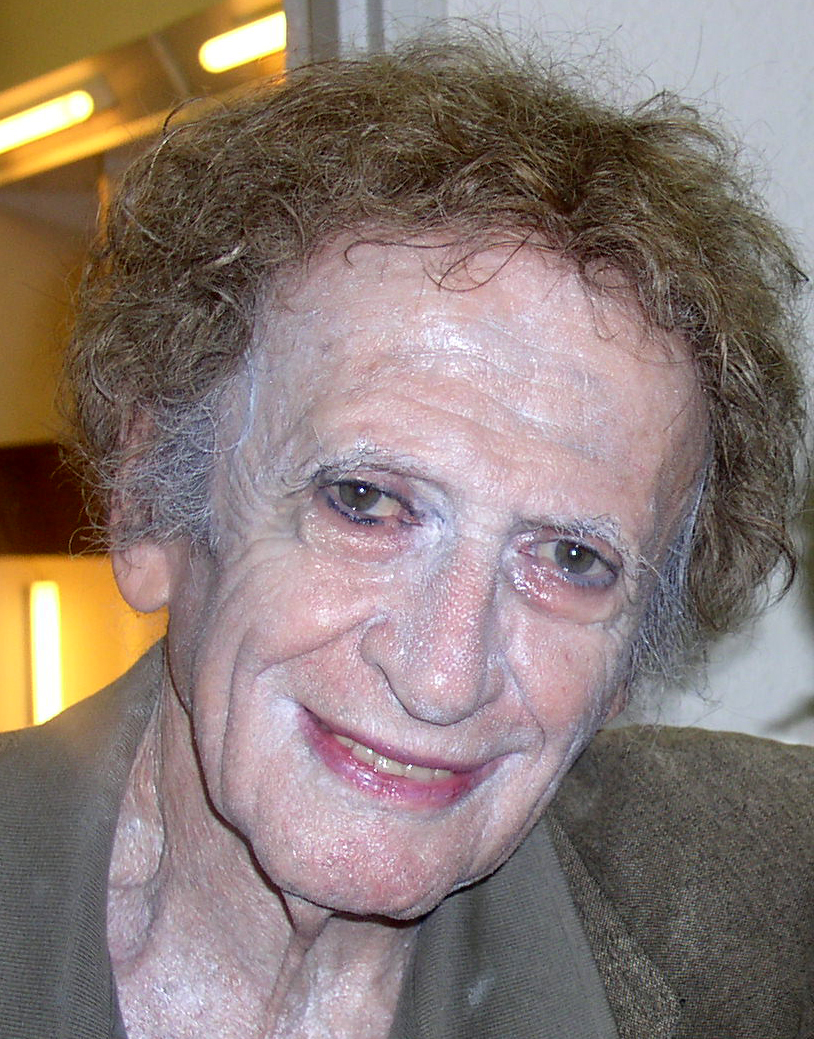
Marcel Marceau († 2007)

- 2007: Marcel Marceau, französischer Pantomime
- 2008: Thomas Dörflein, deutscher Tierpfleger
- 2008: Olov Svedelid, schwedischer Autor
- 2009: Klaus Arnold, deutscher Bildhauer und Maler
- 2010: Eddie Fisher, US-amerikanischer Sänger
- 2010: Eleuterio Fortino, italienischer Theologe und Ökumeniker
- 2012: Grigori Samuilowitsch Frid, russischer Komponist, Maler und Schriftsteller
- 2012: Peter Malama, Schweizer Politiker

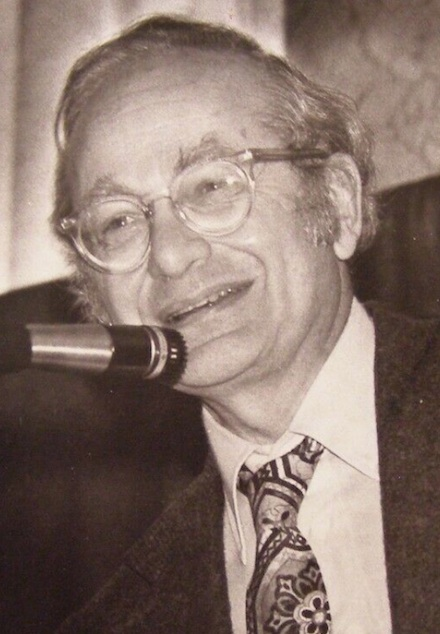
David H. Hubel († 2013)

- 2013: David H. Hubel, kanadischer Neurobiologe, Nobelpreisträger
- 2013: Álvaro Mutis, kolumbianischer Schriftsteller
- 2014: Fernando Cabrita, portugiesischer Fußballspieler und -trainer
- 2014: Adelaida García Morales, spanische Schriftstellerin
- 2014: Erik van der Wurff, niederländischer Komponist, Pianist, Produzent, Dirigent und Arrangeur
- 2015: Yogi Berra, US-amerikanischer Baseballspieler und -manager
- 2015: Gerard Mach, polnischer Leichtathlet und Leichtathletiktrainer
- 2016: Hans von Keler, deutscher Bischof
- 2016: Steffen Riekers, deutscher Theaterschauspieler
- 2017: Mike Carr, britischer Jazzpianist und Organist
- 2017: Gregor Martin Lechner, deutsch-österreichischer Kunsthistoriker und Theologe
- 2018: Mitra Devi, Schweizer Schriftstellerin, Filmemacherin und bildende Künstlerin
- 2018: Ottokar Runze, deutscher Filmregisseur und Schauspieler

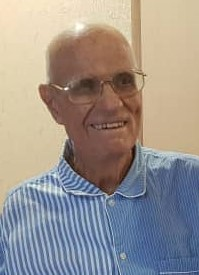
João de Deus († 2019)

- 2019: João de Deus, portugiesisch-osttimoresischer Geistlicher
- 2019: Hiltrud von Spiegel, deutsche Sozialpädagogin
- 2020: Michael Gwisdek, deutscher Schauspieler und Regisseur

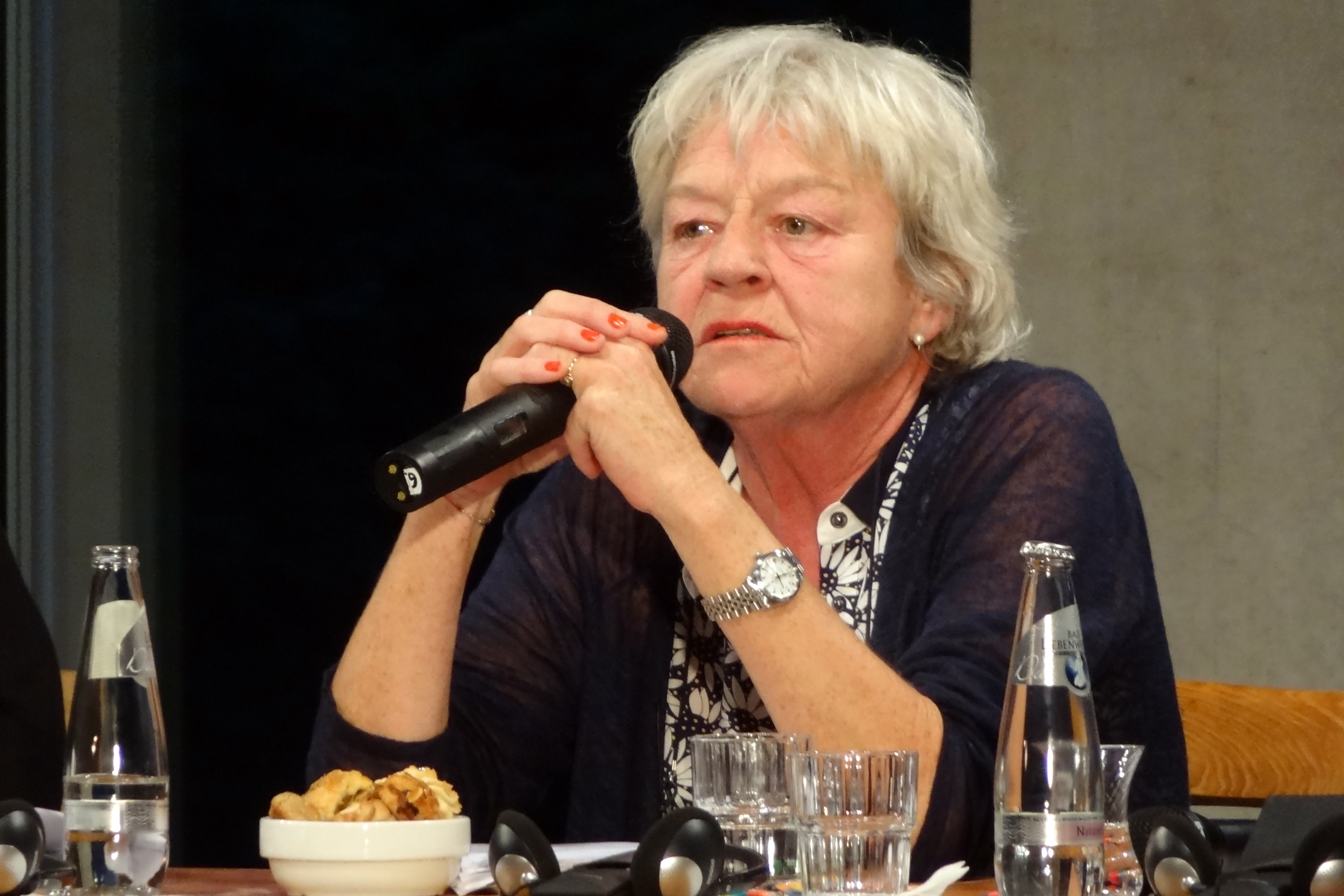
Frie Leysen († 2020)

- 2020: Frie Leysen, belgische Kuratorin
- 2021: Odile Caradec, französische Lyrikerin
- 2021: Ulf Nilsson, schwedischer Schriftsteller
- 2021: Jüri Tamm, estnischer Hammerwerfer und Politiker, Olympiamedaillengewinnerin
- 2022: Hilary Mantel, britische Schriftstellerin
- 2022: Michael Pietsch, deutscher Arzt und Politiker
- 2023: Alison Bentley, britische Jazzmusikerin
- 2023: Olga Chorens, kubanische Sängerin
- 2023: Evelyn Fox Keller, US-amerikanische Philosophin

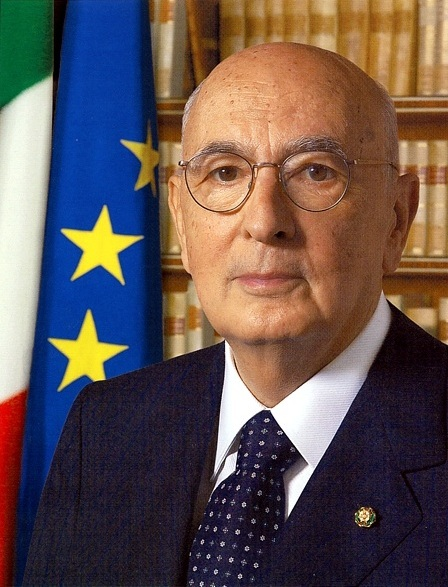
Giorgio Napolitano († 2023)

- 2023: Giorgio Napolitano, italienischer Politiker und Staatspräsident Italiens
- 2023: Kurt Kowalski, deutscher Fußballspieler

## Feier- und Gedenktage

### Kirchliche Gedenktage
- Hl. Jona, israelitischer Prophet (orthodox, armenisch, koptisch, evangelisch: LCMS)
- Hl. Mauritius, römischer Märtyrer und Schutzheiliger (evangelisch, katholisch)
- Johann Peter Hebel, deutscher Dichter und Prälat (evangelisch)
- Hl. Candidus, römischer Märtyrer (katholisch)

### Namenstage
- Emmeram, Moritz

### Staatliche Feier- und Gedenktage
- Bulgarien: Tag der Unabhängigkeit Bulgariens (1908)
- Mali: Unabhängigkeit von Frankreich (1960)

## Aktionstage
- Autofreier Tag (EU, seit 1998)
- Internationaler Tag des Schulwegs zu Fuß
- Hobbit-Tag
- Welt-CML-Tag

Weitere Einträge enthält die Liste von Gedenk- und Aktionstagen.